# Onorificenze giapponesi

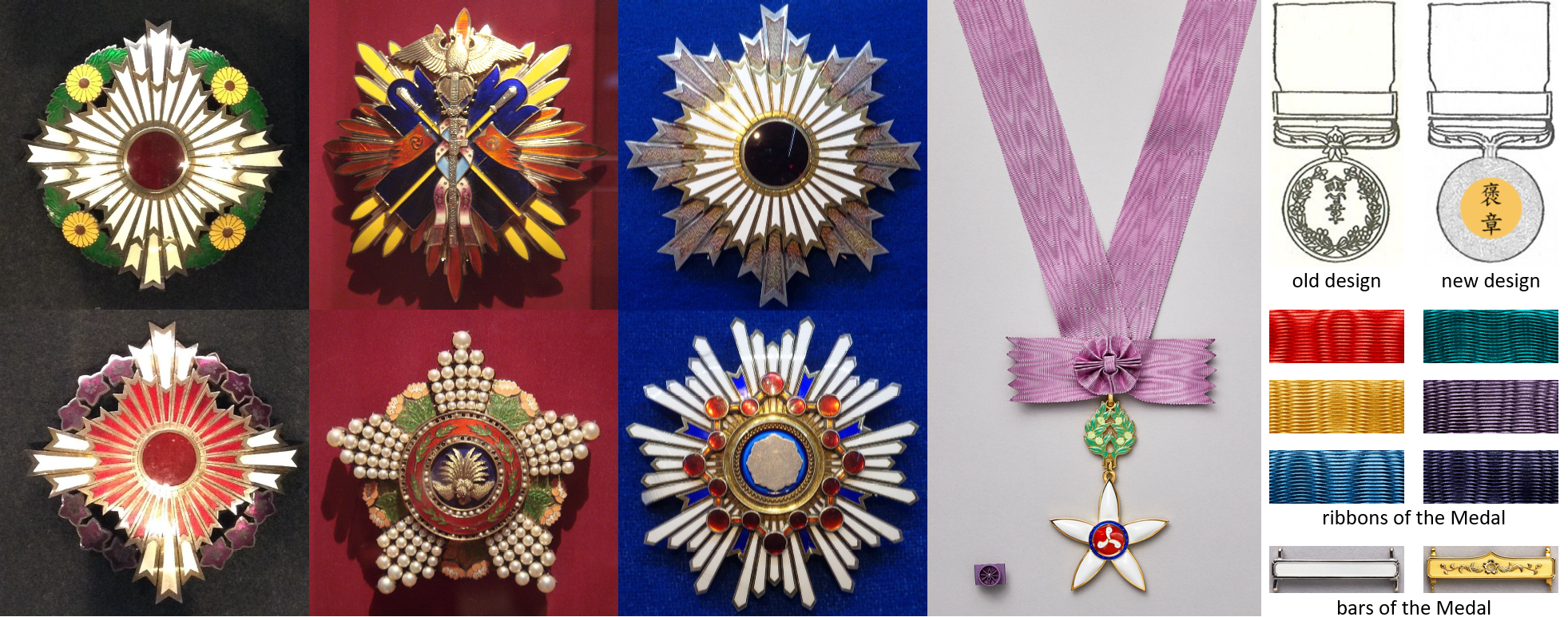
Onorificenze giapponesi: (in alto, da sinistra) Ordine del Crisantemo, Ordine del Nibbio d'Oro, Ordine del Sol Levante; (in basso, da sinistra) Ordine dei Fiori di Paulonia, Ordine della Corona Preziosa, Ordine del Sacro Tesoro; (a destra) Ordine della Cultura, Medaglie d'Onore.

Segue qui un elenco degli ordini cavallereschi e delle medaglie concessi dallo Stato del Giappone.
Il Gran Maestro è, per tutte, l'Imperatore del Giappone, ad eccezione dell'Ordine della Corona Preziosa, dove il Gran Maestro è l'Imperatrice e il Sovrano è l'Imperatore.

## Storia

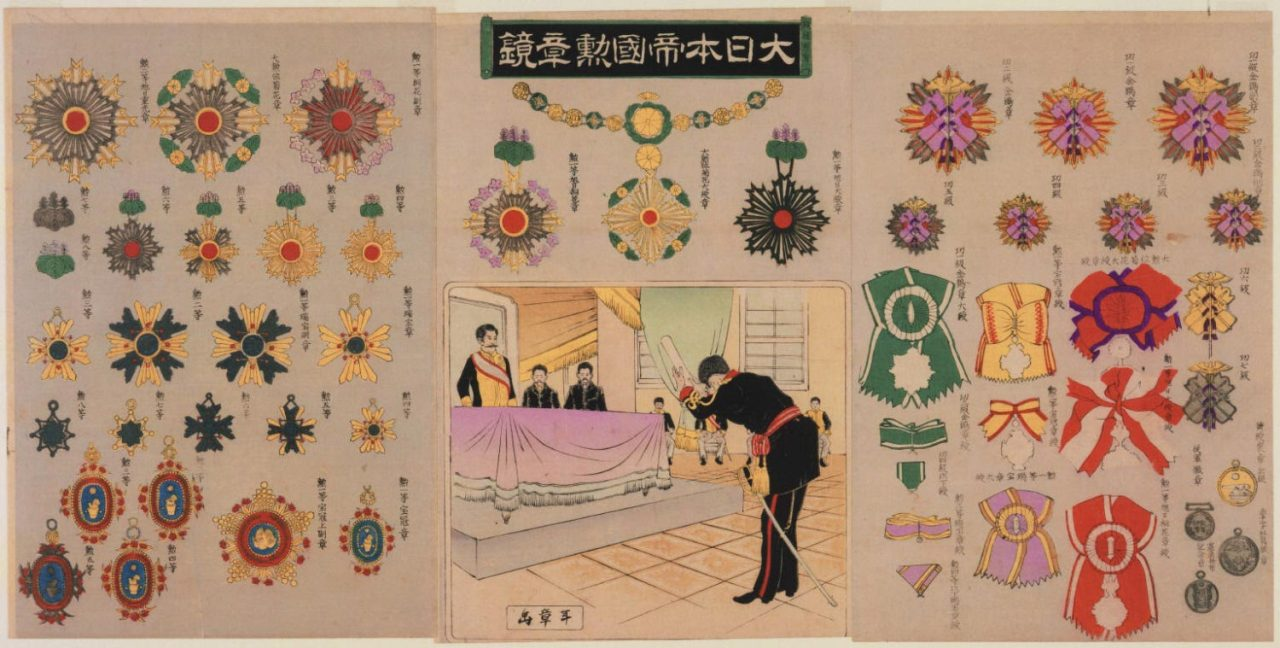
Rappresentazione delle decorazioni dell'Impero Giapponese, xilografia di Yūsai Toshiaki, 1895

Il primo ordine cavalleresco concesso dall'Impero del Giappone fu l'Ordine del Sol Levante, istituito il 10 aprile 1875. Il 27 dicembre dell'anno successivo fu istituito l'Ordine del Crisantemo, che da allora è l'onorificenza più importante concessa dallo Stato giapponese. Il 7 dicembre 1881 furono istituite le Medaglie d'Onore con nastro rosso, verde e blu, che furono conferite annualmente dall'anno successivo; il 14 marzo 1887 fu aggiunta la Medaglia d'Onore con nastro giallo.
Una massiccia modifica del sistema di onorificenze avvenne il 4 gennaio 1888, quando furono istituiti l'Ordine del Sacro Tesoro e l'Ordine della Corona Preziosa, all'Ordine del Sol Levante fu aggiunta una classe (il Gran Cordone con Fiori di Paulonia, futuro Ordine dei Fiori di Paulonia) e fu istituito il Collare dell'Ordine del Crisantemo. Nel 1890, fu istituito il primo ordine militare del Giappone, l'Ordine del Nibbio d'Oro. Nel 1896, all'Ordine della Corona Preziosa furono aggiunte le ultime tre classi.
Il sistema di onorificenze rimase sostanzialmente immutato fino al 1918, quando fu istituita la Medaglia d'Onore con nastro blu scuro (conferita per la prima volta il 7 settembre 1919), e, l'anno successivo, l'Ordine del Sacro Tesoro fu aperto anche alle donne. L'ultimo ordine cavalleresco giapponese fu l'Ordine della Cultura, istituito l'11 febbraio 1937.
Nel 1947 furono aboliti l'Ordine del Nibbio d'Oro e la Medaglia d'Onore con nastro giallo, seguiti, il 25 dicembre 1950, dalla Medaglia d'Onore con nastro verde. Nel 1951, invece, fu istituita l'onorificenza di Persona di Merito Culturale e, nel 1955, fu ripristinata la Medaglia d'Onore con nastro giallo e fu istituita quella con nastro viola.
L'ultima grande revisione del sistema di onorificenze avvenne il 3 novembre 2003, quando fu istituito l'Ordine dei Fiori di Paulonia (dal precedente Gran Cordone con Fiori di Paulonia dell'Ordine del Sol Levante, adesso aperto anche alle donne), l'Ordine del Sol Levante fu ridotto a sei classi (insieme all'Ordine del Sacro Tesoro e all'Ordine della Corona Preziosa) e aperto alle donne (insieme all'Ordine del Crisantemo) e fu ripristinata la Medaglia d'Onore con nastro verde.

### Cronologia
| Data | Ordine                       | Classi interessate                 | Evento              | Tipo (dopo la riforma)* |
| --- | ---------------------------- | ---------------------------------- | ------------------- | ----------------------- |
| 10 aprile 1875 | Ordine del Sol Levante       | Dalla I alla VIII                  | Istituzione         | Civile, maschile        |
| 27 dicembre 1876 | Ordine del Crisantemo        | Gran Cordone, Stella da Petto      | Istituzione         | Civile, maschile        |
| 7 dicembre 1881 | Medaglie d'Onore             | Nastro rosso, verde e blu          | Istituzione         | Civile                  |
| 14 marzo 1887 | Medaglie d'Onore             | Nastro giallo                      | Istituzione         | Civile                  |
| 4 gennaio 1888 | Ordine del Crisantemo        | Collare                            | Istituzione         | Civile, maschile        |
| 4 gennaio 1888 | Ordine del Sol Levante       | Gran Cordone con Fiori di Paulonia | Istituzione         | Civile, maschile        |
| 4 gennaio 1888 | Ordine della Corona Preziosa | Dalla I alla V                     | Istituzione         | Civile, femminile       |
| 4 gennaio 1888 | Ordine del Sacro Tesoro      | Dalla I alla VIII                  | Istituzione         | Civile, maschile        |
| 11 febbraio 1890 | Ordine del Nibbio d'Oro      | Dalla I alla VII                   | Istituzione         | Militare, maschile      |
| 13 aprile 1896 | Ordine della Corona Preziosa | Dalla VI alla VIII                 | Istituzione         | Civile, femminile       |
| 19 settembre 1918 | Medaglie d'Onore             | Nastro blu scuro                   | Istituzione         | Civile                  |
| 21 maggio 1919 | Ordine del Sacro Tesoro      | Dalla I alla VIII                  | Apertura alle donne | Civile                  |
| 11 febbraio 1937 | Ordine della Cultura         | Classe unica                       | Istituzione         | Civile                  |
| 3 maggio 1947 | Medaglie d'Onore             | Nastro giallo                      | Abolizione          | Cessato                 |
| 3 maggio 1947 | Ordine del Nibbio d'Oro      | Dalla I alla VII                   | Abolizione          | Cessato                 |
| 25 dicembre 1950 | Medaglie d'Onore             | Nastro verde                       | Abolizione          | Cessato                 |
| 18 luglio 1951 | Persona di Merito Culturale  | Classe unica                       | Istituzione         | Civile                  |
| 22 gennaio 1955 | Medaglie d'Onore             | Nastro giallo                      | Ripristino          | Civile                  |
| 22 gennaio 1955 | Medaglie d'Onore             | Nastro viola                       | Istituzione         | Civile                  |
| 3 novembre 2003 | Ordine del Crisantemo        | Gran Cordone, Collare              | Apertura alle donne | Civile                  |
| 3 novembre 2003 | Ordine del Crisantemo        | Stella da Petto                    | Abolizione          | Cessato                 |
| 3 novembre 2003 | Ordine dei Fiori di Paulonia | Gran Cordone                       | Istituzione†        | Civile                  |
| 3 novembre 2003 | Ordine del Sol Levante       | Gran Cordone con Fiori di Paulonia | Indipendenza†       | Civile                  |
| 3 novembre 2003 | Ordine del Sol Levante       | Dalla I alla VI classe             | Apertura alle donne | Civile                  |
| 3 novembre 2003 | Ordine del Sol Levante       | Dalla I alla VI classe             | Rinominazione       | Civile                  |
| 3 novembre 2003 | Ordine del Sol Levante       | VII e VIII classe                  | Abolizione          | Cessato                 |
| 3 novembre 2003 | Ordine della Corona Preziosa | Dalla I alla VI classe             | Rinominazione       | Civile, femminile       |
| 3 novembre 2003 | Ordine della Corona Preziosa | VII e VIII classe                  | Abolizione          | Cessato                 |
| 3 novembre 2003 | Ordine del Sacro Tesoro      | Dalla I alla VI classe             | Rinominazione       | Civile                  |
| 3 novembre 2003 | Ordine del Sacro Tesoro      | VII e VIII classe                  | Abolizione          | Cessato                 |
| 3 novembre 2003 | Medaglie d'Onore             | Nastro verde                       | Ripristino          | Civile                  |
| *Se il sesso non è specificato, l'Ordine è sia maschile che femminile †Il Gran Cordone con Fiori di Paulonia dell'Ordine del Sol Levante è adesso indipendente ed è diventato Gran Cordone dell'Ordine dei Fiori di Paulonia |                              |                                    |                     |                         |

## Insegne

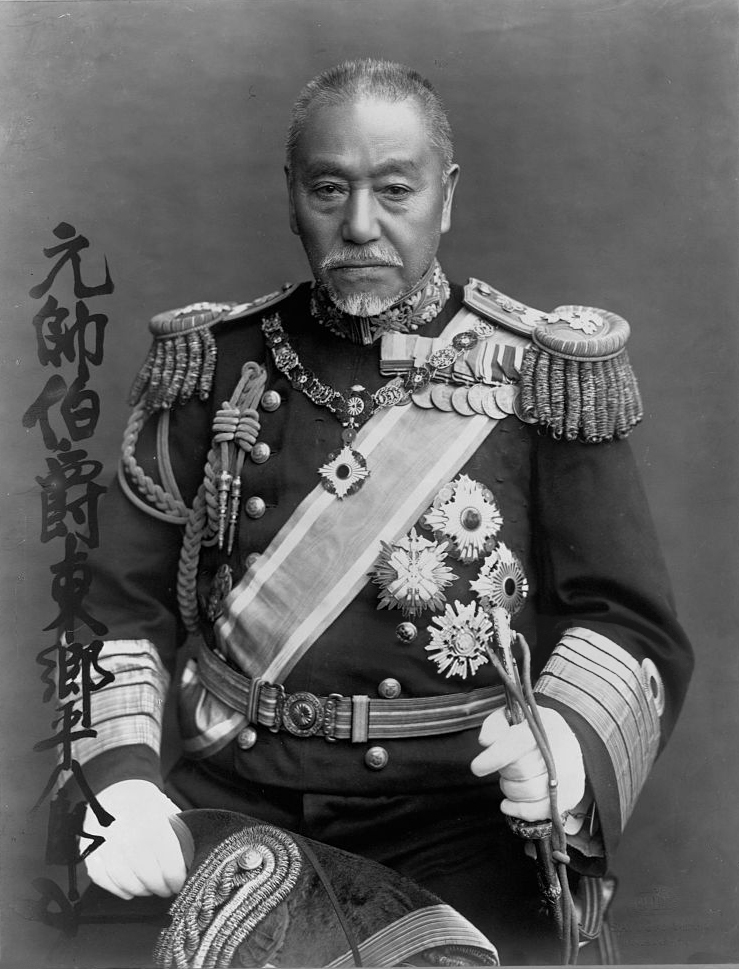
Fotografia raffigurante il maresciallo ammiraglio Tōgō Heihachirō con indosso tutte le sue decorazioni: Collare dell'Ordine del Crisantemo, Gran Cordone con Fiori di Paulonia dell'Ordine del Sol Levante, Gran Cordone dell'Ordine del Nibbio d'Oro, Gran Cordone dell'Ordine del Sacro Tesoro e, appena visibile in basso a destra, placca da gensui.

Le onorificenze giapponesi possiedono tutti un sistema di insegne comune, dove a un determinato grado corrispondono generalmente determinate insegne:
- Tutte le onorificenze possiedono una medaglia (正章?, seishō, medaglia principale, per le onorificenze di grado diverso dal II, o 副章?, fukushō, medaglia supplementare, per le onorificenze di II grado (per l'Ordine della Corona Preziosa vale sempre la prima denominazione)), che viene appesa a un nastro o a un collare. Per il Collare dell'Ordine del Crisantemo, la medaglia è in oro 22K (fino agli anni '40 era così anche per le medaglie dalla I alla IV classe della Corona Preziosa), mentre per tutte le altre onorificenze è in argento sterling. Per il Collare dell'Ordine del Crisantemo le misure del diametro sono di 55 mm, 76 mm per i Gran Cordoni, 55 mm per i Nastri da Collo, 46 mm per quarta e quinta classe, 45 mm per la sesta, 30 mm per settima e ottava. Per l'Ordine della Corona Preziosa, le medaglie hanno sempre diametro di 46 mm, per l'Ordine del Nibbio d'Oro, la sesta e la settima classe avevano diametro di 52 mm.

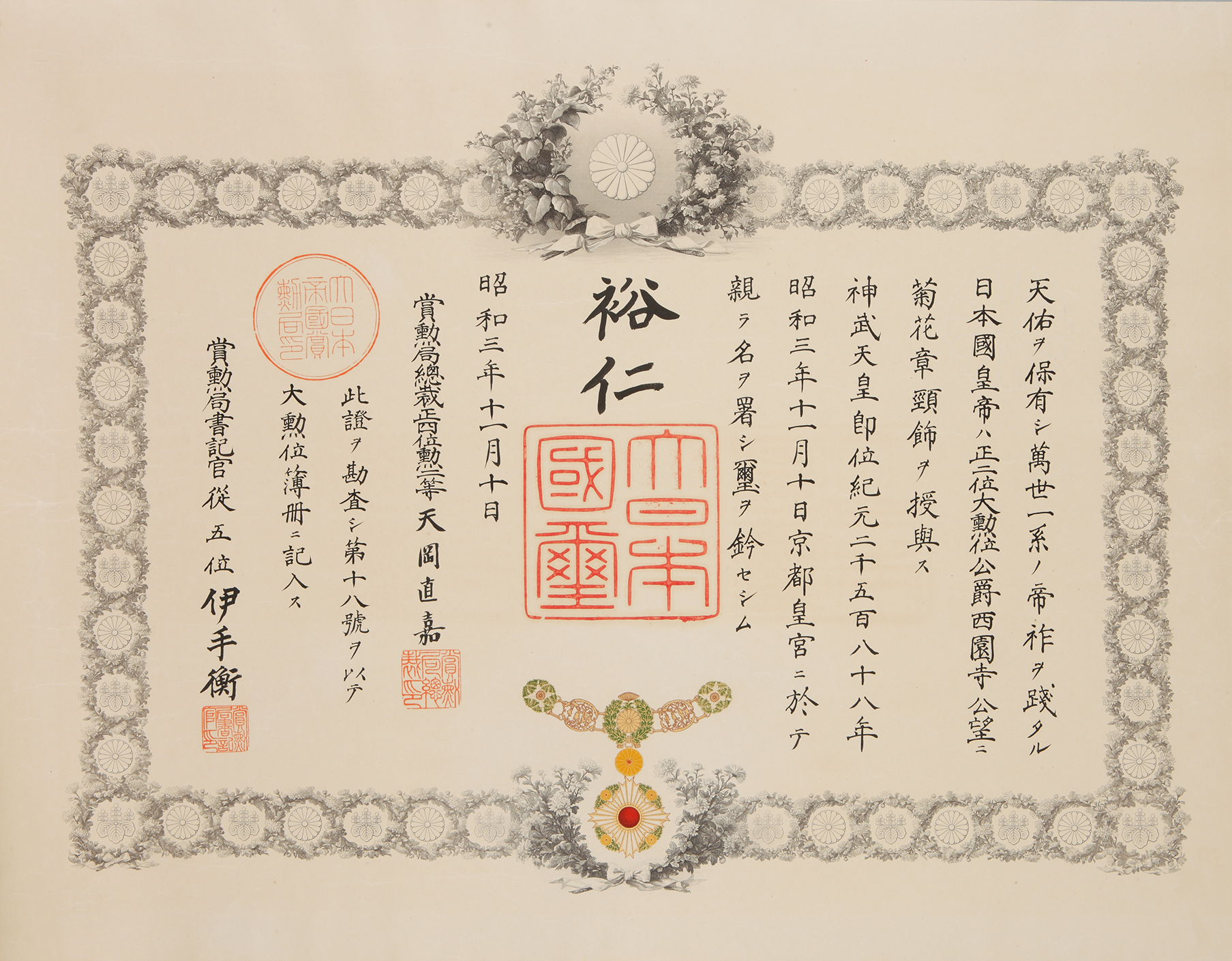
Attestato per il Collare dell'Ordine del Crisantemo

- Inoltre, tutte le onorificenze possiedono un nastro (綬?, himo), che può essere conferito sotto le seguenti forme:
  - Gran Cordone (大綬?, daiju, grande nastro), in genere consegnato alle onorificenze di I classe, indossato dalla spalla destra al fianco sinistro (tranne per l'Ordine del Nibbio d'Oro, in cui veniva indossato al contrario), per gli uomini ha larghezza di 100 mm (fino al 2003, per l'Ordine del Crisantemo erano 117 mm, mentre per i Fiori di Paulonia erano 106 mm, lo stesso valeva per l'Ordine del Nibbio d'Oro), per le donne ha larghezza di 79 mm. Per l'Ordine della Corona Preziosa, il nodo è a forma di fiocco (lo stesso valeva, prima del 2003, per tutte le onorificenze concesse a donne), mentre per gli altri è a forma di rosetta.
  - Nastro da Collo (中綬?, chūju, nastro medio), in genere consegnato per l'Ordine della Cultura e le onorificenze di II e III classe (tranne per l'Ordine della Corona Preziosa, dove è concesso in forma di medaglia dalla II classe in giù), viene indossato appeso al collo e ha larghezza di 36 mm sia per gli uomini che per le donne. Per l'Ordine della Cultura, la medaglia è appesa a un nodo a forma di rosetta che ricorda quello di un Gran Cordone.
  - Medaglia da Petto (小綬?, shōju, piccolo nastro), in genere consegnata con rosetta per la IV classe e semplice per le altre, viene appesa sul petto a sinistra. Per l'Ordine della Corona Preziosa ha forma di fiocco (lo stesso valeva per tutte le onorificenze femminili precedenti al 2003), mentre Per l'Ordine del Sacro Tesoro ha forma triangolare. Il nastro ha larghezza di 36 mm
- Tutte le onorificenze possiedono una stella (副章?, fukushō, medaglia supplementare, per le onorificenze di I grado, o 正章?, seishō, medaglia principale, per le onorificenze di II grado), che viene indossata sul petto a sinistra dalle I classi e sul petto a destra dalle II (tranne per l'Ordine della Corona Preziosa, che la consegna solo con la prima classe), tende a riprendere le forme della medaglia ed è fatta in argento sterling (per l'Ordine della Corona Preziosa contiene perle naturali, 209 sulla stella e 108 sulla medaglia, fatto che rende le insegne per questa classe particolarmente costose). Ha diametro di 91 mm, mentre per l'Ordine della Corona Preziosa ha diametro di 67 mm.
- L'Ordine del Crisantemo possiede anche un collare (頸飾?, keishoku, decorazione da collo), realizzato interamente in oro 22K, fatto che rende questa classe estremamente costosa. Il peso totale delle insegne per il Collare dell'Ordine del Crisantemo è di 491,5 g.
- Infine, tutte le onorificenze possiedono una spilla (略綬?, ryakuju, nastro abbreviato) circolare dal disegno caratteristico per ogni classe, da indossare sul petto a sinistra in occasioni poco formali.
- Inoltre si può acquistare, a proprie spese, una medaglia in miniatura (略小勲章?, ryakukokunshō, medaglia abbreviata) da appendere al bavero sinistro per occasioni informali.
- Assieme al Collare dell'Ordine del Crisantemo viene assegnata una catenina (略鎖?, ryaku kusari, catena abbreviata) cui viene appesa la medaglietta (略章?, ryakushō, medaglia abbreviata) di 45 mm di diametro e in oro 22K, utilizzata per occasioni meno formali al posto della medaglia in miniatura.

L'etichetta prevede di indossare, per ogni onorificenza posseduta, solo le insegne della classe più alta. Si indosserà quindi solo una decorazione da collo (Collare o Nastro da Collo), un solo Gran Cordone e tutte le decorazioni da petto possedute (Stelle e Medaglie da Petto).
Ad esempio, l'Imperatore, che è membro di tutti gli Ordini Cavallereschi, indossa il Collare dell'Ordine del Crisantemo, il Gran Cordone dell'Ordine dei Fiori di Paulonia (o, in passato, dell'Ordine del Nibbio d'Oro), le Stelle dei due ordini ed, eventualmente, le stelle dell'Ordine del Sacro Tesoro e del Sol Levante (solo dal 2003, da quando l'Ordine dei Fiori di Paulonia non è più la classe più alta dell'Ordine del Sol Levante); oppure può indossare l'Ordine della Cultura.

L'Imperatrice, invece, indossa il Gran Cordone e la Stella dell'Ordine della Corona Preziosa e le Medaglie da Petto delle onorificenze della Croce Rossa (di cui è presidente onorario).

### Attestato

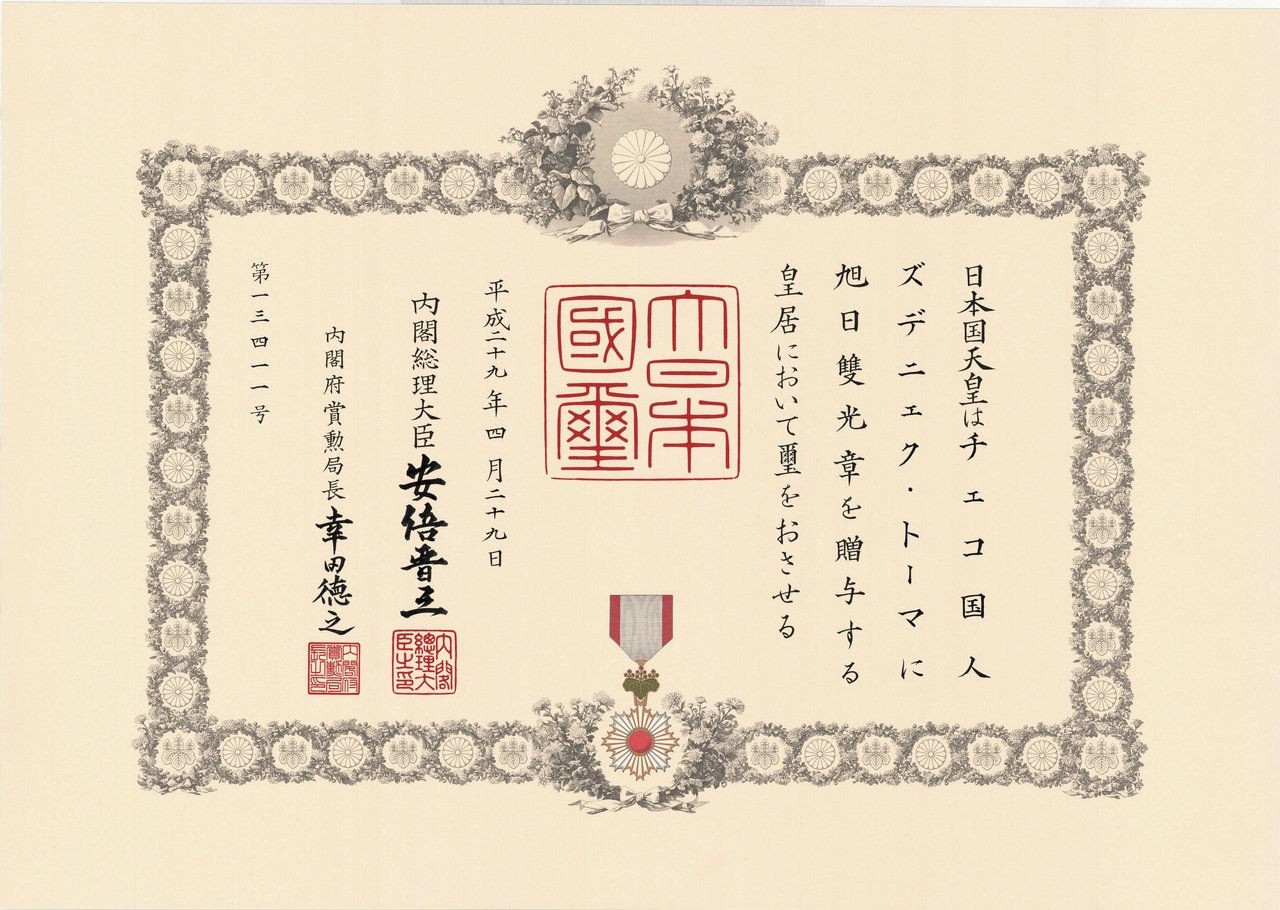
Attestato per Raggi d'Oro e d'Argento dell'Ordine del Sol Levante

A gli insigniti di un'onorificenza viene consegnato un attestato, riportante il nome del destinatario, il nome dell'onorificenza, la data di consegna e i meriti del destinatario. Al centro si trova il sigillo statale del Giappone. Il bordo dell'attestato è decorato con un'alternanza di fiori di crisantemo e paulonia, e al centro in alto si trova un fiore di crisantemo più grande. Al centro in basso, si trova un disegno della medaglia assegnata:
- Quando viene assegnato il Collare dell'Ordine del Crisantemo: medaglia e cinque maglie inferiori della catena
- Quando viene assegnato un Gran Cordone o l'Ordine della Cultura: medaglia e nodo del cordone
- Quando viene assegnata una Stella da Petto: stella
- Quando viene assegnato un Nastro da Collo: medaglia e nastro ripiegato
- Quando viene assegnata una Medaglia da Petto: medaglia e nastro

## Onorificenze precedenti la restaurazione Meiji
| Immagine | Onorificenza                                       | Istituzione                   | Abolizione                    |
| -------- | -------------------------------------------------- | ----------------------------- | ----------------------------- |
|          | 薩摩琉球国勲章 Medaglia del Dominio Satsuma-Ryūkyū | 慶応三年?, Keiō san-nen(1867) | 明治元年?, Meiji gannen(1868) |
|          | 葵勲章 Medaglia Blu dello Shogunato Tokugawa       | Solo progettato               | Solo progettato               |

## Onorificenze nazionali

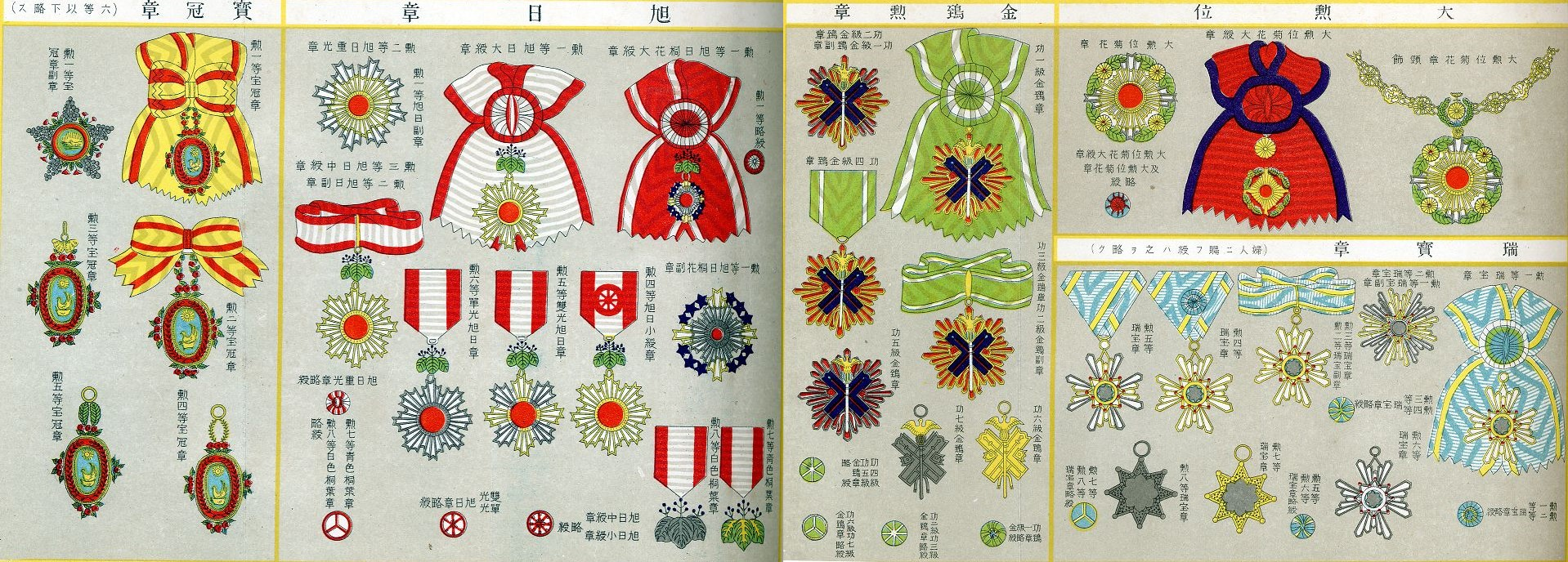
Rappresentazione degli ordini cavallereschi del Giappone tra il 1890 e il 1896

### Ordini cavallereschi
In Giappone si contano attualmente 6 ordini cavallereschi, istituiti per la maggior parte dall'imperatore Meiji.
     Attivo
     Reso autonomo nel 2003
     Abolito nel 2003
     Abolito nel 1947
| Ordini civili | Ordini civili | Ordini civili | Ordini civili                          | Ordini civili | Ordini civili                           |
| Insegne | Insegne | Nastro        | Nastro                                 | Note | Istituzione                             |
| --- | --- | ------------- | -------------------------------------- | --- | --------------------------------------- |
| 大勲位菊花章 Supremo Ordine del Crisantemo | 大勲位菊花章 Supremo Ordine del Crisantemo |               |                                        | L'ordine più alto conferito in Giappone. Assegnato per meriti eccezionali. | 明治九年?, Meiji kyū-nen(1876)          |
| | 大勲位菊花章頸飾 Gran Collare del Supremo Ordine del Crisantemo Collare |               |                                        | L'ordine più alto conferito in Giappone. Assegnato per meriti eccezionali. | 明治二十一年?, Meiji nijūichi-nen(1888) |
| 大勲位菊花大綬章 Gran Cordone del Supremo Ordine del Crisantemo Cordone con medaglia (in alto) Stella (in basso a destra) Spilla (in basso a sinistra) | 明治九年?, Meiji kyū-nen(1876) |               |                                        | L'ordine più alto conferito in Giappone. Assegnato per meriti eccezionali. |                                         |
| 大勲位菊花章 Supremo Ordine del Crisantemo Stella | 明治九年?, Meiji kyū-nen(1876) |               |                                        | L'ordine più alto conferito in Giappone. Assegnato per meriti eccezionali. |                                         |
| 桐花章 Ordine dei Fiori di Paulonia | 桐花章 Ordine dei Fiori di Paulonia |               |                                        | Originariamente nato come classe più alta dell'Ordine del Sol Levante. Assegnato secondo i criteri dell'Ordine del Sol Levante a dell'Ordine del Sacro Tesoro a coloro che hanno ottenuto i risultati migliori: - Primi Ministri, Presidenti della Camera dei Rappresentanti, Presidenti della Camera di Consiglieri e Giudici Capo della Corte Suprema che hanno ottenuto ottimi risultati durante il loro mandato. - Dirigenti d'azienda che hanno ottenuto risultati eccezionali - Presidenti della Japan Business Federation che hanno ottenuto risultati importanti | 平成十五年?, Heisei jūgo-nen(2003)      |
| | 桐花大綬章 Gran Cordone dell'Ordine dei Fiori di Paulonia Cordone con medaglia (in alto) Stella (in basso a destra) Spilla (in basso a sinistra)                           |               |                                        | Originariamente nato come classe più alta dell'Ordine del Sol Levante. Assegnato secondo i criteri dell'Ordine del Sol Levante a dell'Ordine del Sacro Tesoro a coloro che hanno ottenuto i risultati migliori: - Primi Ministri, Presidenti della Camera dei Rappresentanti, Presidenti della Camera di Consiglieri e Giudici Capo della Corte Suprema che hanno ottenuto ottimi risultati durante il loro mandato. - Dirigenti d'azienda che hanno ottenuto risultati eccezionali - Presidenti della Japan Business Federation che hanno ottenuto risultati importanti | 平成十五年?, Heisei jūgo-nen(2003)      |
| 文化勲章 Ordine della Cultura | 文化勲章 Ordine della Cultura |               |                                        | Assegnato a coloro che si sono distinti in campo culturale. | 昭和十二年?, Shōwa jūni-nen(1937)       |
| | 文化勲章 Ordine della Cultura Nastro da collo con medaglia (a destra) Spilla (a sinistra)                                                                                  |               |                                        | Assegnato a coloro che si sono distinti in campo culturale. | 昭和十二年?, Shōwa jūni-nen(1937)       |
| 旭日章 Ordine del Sol Levante | 旭日章 Ordine del Sol Levante |               |                                        | È assegnato a coloro che hanno raggiunto risultati notevoli servendo lo stato o la società: - Cittadini che hanno raggiunto risultati notevoli servendo lo stato o la società: - Coloro che hanno contribuito alla stabilità e allo sviluppo della comunità internazionale - Coloro che hanno contribuito a combattere l'evasione fiscale - Coloro che hanno contribuito allo sviluppo dell'istruzione scolastica o dell'educazione sociale - Coloro che hanno contribuito allo sviluppo della cultura o dello sport - Coloro che hanno contribuito allo sviluppo della scienza e della tecnologia - Coloro che hanno contribuito al miglioramento e allo sviluppo del benessere sociale - Coloro che hanno contribuito al miglioramento e allo sviluppo della salute nazionale o della salute pubblica - Coloro che hanno contribuito al miglioramento dell'ambiente di lavoro per i lavoratori - Coloro che hanno contribuito alla conservazione dell'ambiente - Coloro che sono impegnati nel settore dell'agricoltura, silvicoltura, pesca, commercio, miniere, industria, informazione e comunicazioni, edilizia, proprietà immobiliari, finanza, assicurazioni, servizi, ecc. e che hanno contribuito all'interesse pubblico attraverso lo sviluppo economico e industriale - Coloro che hanno assunto le funzioni di avvocato, contabile certificato, avvocato specializzato in brevetti, ecc. e che hanno contribuito all'interesse pubblico - Coloro che hanno contribuito al pubblico interesse lavorando in giornali, trasmissioni televisive e altre attività di diffusione delle notizie - Coloro che sono impegnati in servizi di pubblica utilità come elettricità, gas e trasporti e che hanno contribuito alla promozione del benessere pubblico - Coloro che non rientrano negli articoli precedenti ma che hanno contribuito all'interesse pubblico - Funzionari pubblici che hanno ottenuto risultati importanti durante il loro mandato - Cittadini che hanno servito lo stato o la società in situazioni di emergenza: - Coloro che hanno ottenuto risultati notevoli adottando misure per prevenire la diffusione del danno, rischiando la vita durante incendi, tempeste, terremoti e altri disastri - Coloro che hanno ottenuto risultati notevoli nella prevenzione o repressione del crimine, come l'arresto di un ricercato pericoloso, rischiando la vita - Coloro che si sono impegnati in affari pubblici rischiando la vita e sono morti a causa di ciò - Altri per cui c'è bisogno di assegnare la medaglia con urgenza, che stanno ottenendo risultati eccezionali e sono a rischio di morte | 明治八年?, Meiji hachi-nen(1875)        |
| | 勲一等旭日桐花大綬章 Gran Cordone con Fiori di Paulonia dell'Ordine del Sol Levante Cordone con medaglia (in alto) Stella (in basso a destra) Spilla (in basso a sinistra) |               |                                        | È assegnato a coloro che hanno raggiunto risultati notevoli servendo lo stato o la società: - Cittadini che hanno raggiunto risultati notevoli servendo lo stato o la società: - Coloro che hanno contribuito alla stabilità e allo sviluppo della comunità internazionale - Coloro che hanno contribuito a combattere l'evasione fiscale - Coloro che hanno contribuito allo sviluppo dell'istruzione scolastica o dell'educazione sociale - Coloro che hanno contribuito allo sviluppo della cultura o dello sport - Coloro che hanno contribuito allo sviluppo della scienza e della tecnologia - Coloro che hanno contribuito al miglioramento e allo sviluppo del benessere sociale - Coloro che hanno contribuito al miglioramento e allo sviluppo della salute nazionale o della salute pubblica - Coloro che hanno contribuito al miglioramento dell'ambiente di lavoro per i lavoratori - Coloro che hanno contribuito alla conservazione dell'ambiente - Coloro che sono impegnati nel settore dell'agricoltura, silvicoltura, pesca, commercio, miniere, industria, informazione e comunicazioni, edilizia, proprietà immobiliari, finanza, assicurazioni, servizi, ecc. e che hanno contribuito all'interesse pubblico attraverso lo sviluppo economico e industriale - Coloro che hanno assunto le funzioni di avvocato, contabile certificato, avvocato specializzato in brevetti, ecc. e che hanno contribuito all'interesse pubblico - Coloro che hanno contribuito al pubblico interesse lavorando in giornali, trasmissioni televisive e altre attività di diffusione delle notizie - Coloro che sono impegnati in servizi di pubblica utilità come elettricità, gas e trasporti e che hanno contribuito alla promozione del benessere pubblico - Coloro che non rientrano negli articoli precedenti ma che hanno contribuito all'interesse pubblico - Funzionari pubblici che hanno ottenuto risultati importanti durante il loro mandato - Cittadini che hanno servito lo stato o la società in situazioni di emergenza: - Coloro che hanno ottenuto risultati notevoli adottando misure per prevenire la diffusione del danno, rischiando la vita durante incendi, tempeste, terremoti e altri disastri - Coloro che hanno ottenuto risultati notevoli nella prevenzione o repressione del crimine, come l'arresto di un ricercato pericoloso, rischiando la vita - Coloro che si sono impegnati in affari pubblici rischiando la vita e sono morti a causa di ciò - Altri per cui c'è bisogno di assegnare la medaglia con urgenza, che stanno ottenendo risultati eccezionali e sono a rischio di morte | 明治二十一年?, Meiji nijūichi-nen(1888) |
| 旭日大綬章 Gran Cordone dell'Ordine del Sol Levante Cordone con medaglia (in alto) Stella (in basso a destra) Spilla (in basso a sinistra)             | |               | 明治八年?, Meiji hachi-nen(1875)       | È assegnato a coloro che hanno raggiunto risultati notevoli servendo lo stato o la società: - Cittadini che hanno raggiunto risultati notevoli servendo lo stato o la società: - Coloro che hanno contribuito alla stabilità e allo sviluppo della comunità internazionale - Coloro che hanno contribuito a combattere l'evasione fiscale - Coloro che hanno contribuito allo sviluppo dell'istruzione scolastica o dell'educazione sociale - Coloro che hanno contribuito allo sviluppo della cultura o dello sport - Coloro che hanno contribuito allo sviluppo della scienza e della tecnologia - Coloro che hanno contribuito al miglioramento e allo sviluppo del benessere sociale - Coloro che hanno contribuito al miglioramento e allo sviluppo della salute nazionale o della salute pubblica - Coloro che hanno contribuito al miglioramento dell'ambiente di lavoro per i lavoratori - Coloro che hanno contribuito alla conservazione dell'ambiente - Coloro che sono impegnati nel settore dell'agricoltura, silvicoltura, pesca, commercio, miniere, industria, informazione e comunicazioni, edilizia, proprietà immobiliari, finanza, assicurazioni, servizi, ecc. e che hanno contribuito all'interesse pubblico attraverso lo sviluppo economico e industriale - Coloro che hanno assunto le funzioni di avvocato, contabile certificato, avvocato specializzato in brevetti, ecc. e che hanno contribuito all'interesse pubblico - Coloro che hanno contribuito al pubblico interesse lavorando in giornali, trasmissioni televisive e altre attività di diffusione delle notizie - Coloro che sono impegnati in servizi di pubblica utilità come elettricità, gas e trasporti e che hanno contribuito alla promozione del benessere pubblico - Coloro che non rientrano negli articoli precedenti ma che hanno contribuito all'interesse pubblico - Funzionari pubblici che hanno ottenuto risultati importanti durante il loro mandato - Cittadini che hanno servito lo stato o la società in situazioni di emergenza: - Coloro che hanno ottenuto risultati notevoli adottando misure per prevenire la diffusione del danno, rischiando la vita durante incendi, tempeste, terremoti e altri disastri - Coloro che hanno ottenuto risultati notevoli nella prevenzione o repressione del crimine, come l'arresto di un ricercato pericoloso, rischiando la vita - Coloro che si sono impegnati in affari pubblici rischiando la vita e sono morti a causa di ciò - Altri per cui c'è bisogno di assegnare la medaglia con urgenza, che stanno ottenendo risultati eccezionali e sono a rischio di morte |                                         |
| 旭日重光章 Ordine del Sol Levante, Stella d'Oro e d'Argento Nastro da collo con medaglia (a destra) Stella (a sinistra) Spilla (al centro)             | |               | 明治八年?, Meiji hachi-nen(1875)       | È assegnato a coloro che hanno raggiunto risultati notevoli servendo lo stato o la società: - Cittadini che hanno raggiunto risultati notevoli servendo lo stato o la società: - Coloro che hanno contribuito alla stabilità e allo sviluppo della comunità internazionale - Coloro che hanno contribuito a combattere l'evasione fiscale - Coloro che hanno contribuito allo sviluppo dell'istruzione scolastica o dell'educazione sociale - Coloro che hanno contribuito allo sviluppo della cultura o dello sport - Coloro che hanno contribuito allo sviluppo della scienza e della tecnologia - Coloro che hanno contribuito al miglioramento e allo sviluppo del benessere sociale - Coloro che hanno contribuito al miglioramento e allo sviluppo della salute nazionale o della salute pubblica - Coloro che hanno contribuito al miglioramento dell'ambiente di lavoro per i lavoratori - Coloro che hanno contribuito alla conservazione dell'ambiente - Coloro che sono impegnati nel settore dell'agricoltura, silvicoltura, pesca, commercio, miniere, industria, informazione e comunicazioni, edilizia, proprietà immobiliari, finanza, assicurazioni, servizi, ecc. e che hanno contribuito all'interesse pubblico attraverso lo sviluppo economico e industriale - Coloro che hanno assunto le funzioni di avvocato, contabile certificato, avvocato specializzato in brevetti, ecc. e che hanno contribuito all'interesse pubblico - Coloro che hanno contribuito al pubblico interesse lavorando in giornali, trasmissioni televisive e altre attività di diffusione delle notizie - Coloro che sono impegnati in servizi di pubblica utilità come elettricità, gas e trasporti e che hanno contribuito alla promozione del benessere pubblico - Coloro che non rientrano negli articoli precedenti ma che hanno contribuito all'interesse pubblico - Funzionari pubblici che hanno ottenuto risultati importanti durante il loro mandato - Cittadini che hanno servito lo stato o la società in situazioni di emergenza: - Coloro che hanno ottenuto risultati notevoli adottando misure per prevenire la diffusione del danno, rischiando la vita durante incendi, tempeste, terremoti e altri disastri - Coloro che hanno ottenuto risultati notevoli nella prevenzione o repressione del crimine, come l'arresto di un ricercato pericoloso, rischiando la vita - Coloro che si sono impegnati in affari pubblici rischiando la vita e sono morti a causa di ciò - Altri per cui c'è bisogno di assegnare la medaglia con urgenza, che stanno ottenendo risultati eccezionali e sono a rischio di morte |                                         |
| 旭日中綬章 Ordine del Sol Levante, Raggi d'Oro con Nastro da Collo Nastro da collo con medaglia (a destra) Spilla (a sinistra)                         | |               | 明治八年?, Meiji hachi-nen(1875)       | È assegnato a coloro che hanno raggiunto risultati notevoli servendo lo stato o la società: - Cittadini che hanno raggiunto risultati notevoli servendo lo stato o la società: - Coloro che hanno contribuito alla stabilità e allo sviluppo della comunità internazionale - Coloro che hanno contribuito a combattere l'evasione fiscale - Coloro che hanno contribuito allo sviluppo dell'istruzione scolastica o dell'educazione sociale - Coloro che hanno contribuito allo sviluppo della cultura o dello sport - Coloro che hanno contribuito allo sviluppo della scienza e della tecnologia - Coloro che hanno contribuito al miglioramento e allo sviluppo del benessere sociale - Coloro che hanno contribuito al miglioramento e allo sviluppo della salute nazionale o della salute pubblica - Coloro che hanno contribuito al miglioramento dell'ambiente di lavoro per i lavoratori - Coloro che hanno contribuito alla conservazione dell'ambiente - Coloro che sono impegnati nel settore dell'agricoltura, silvicoltura, pesca, commercio, miniere, industria, informazione e comunicazioni, edilizia, proprietà immobiliari, finanza, assicurazioni, servizi, ecc. e che hanno contribuito all'interesse pubblico attraverso lo sviluppo economico e industriale - Coloro che hanno assunto le funzioni di avvocato, contabile certificato, avvocato specializzato in brevetti, ecc. e che hanno contribuito all'interesse pubblico - Coloro che hanno contribuito al pubblico interesse lavorando in giornali, trasmissioni televisive e altre attività di diffusione delle notizie - Coloro che sono impegnati in servizi di pubblica utilità come elettricità, gas e trasporti e che hanno contribuito alla promozione del benessere pubblico - Coloro che non rientrano negli articoli precedenti ma che hanno contribuito all'interesse pubblico - Funzionari pubblici che hanno ottenuto risultati importanti durante il loro mandato - Cittadini che hanno servito lo stato o la società in situazioni di emergenza: - Coloro che hanno ottenuto risultati notevoli adottando misure per prevenire la diffusione del danno, rischiando la vita durante incendi, tempeste, terremoti e altri disastri - Coloro che hanno ottenuto risultati notevoli nella prevenzione o repressione del crimine, come l'arresto di un ricercato pericoloso, rischiando la vita - Coloro che si sono impegnati in affari pubblici rischiando la vita e sono morti a causa di ciò - Altri per cui c'è bisogno di assegnare la medaglia con urgenza, che stanno ottenendo risultati eccezionali e sono a rischio di morte |                                         |
| 旭日小綬章 Ordine del Sol Levante, Raggi d'Oro con Rosetta Medaglia con rosetta (a destra) Spilla (a sinistra)                                         | |               | 明治八年?, Meiji hachi-nen(1875)       | È assegnato a coloro che hanno raggiunto risultati notevoli servendo lo stato o la società: - Cittadini che hanno raggiunto risultati notevoli servendo lo stato o la società: - Coloro che hanno contribuito alla stabilità e allo sviluppo della comunità internazionale - Coloro che hanno contribuito a combattere l'evasione fiscale - Coloro che hanno contribuito allo sviluppo dell'istruzione scolastica o dell'educazione sociale - Coloro che hanno contribuito allo sviluppo della cultura o dello sport - Coloro che hanno contribuito allo sviluppo della scienza e della tecnologia - Coloro che hanno contribuito al miglioramento e allo sviluppo del benessere sociale - Coloro che hanno contribuito al miglioramento e allo sviluppo della salute nazionale o della salute pubblica - Coloro che hanno contribuito al miglioramento dell'ambiente di lavoro per i lavoratori - Coloro che hanno contribuito alla conservazione dell'ambiente - Coloro che sono impegnati nel settore dell'agricoltura, silvicoltura, pesca, commercio, miniere, industria, informazione e comunicazioni, edilizia, proprietà immobiliari, finanza, assicurazioni, servizi, ecc. e che hanno contribuito all'interesse pubblico attraverso lo sviluppo economico e industriale - Coloro che hanno assunto le funzioni di avvocato, contabile certificato, avvocato specializzato in brevetti, ecc. e che hanno contribuito all'interesse pubblico - Coloro che hanno contribuito al pubblico interesse lavorando in giornali, trasmissioni televisive e altre attività di diffusione delle notizie - Coloro che sono impegnati in servizi di pubblica utilità come elettricità, gas e trasporti e che hanno contribuito alla promozione del benessere pubblico - Coloro che non rientrano negli articoli precedenti ma che hanno contribuito all'interesse pubblico - Funzionari pubblici che hanno ottenuto risultati importanti durante il loro mandato - Cittadini che hanno servito lo stato o la società in situazioni di emergenza: - Coloro che hanno ottenuto risultati notevoli adottando misure per prevenire la diffusione del danno, rischiando la vita durante incendi, tempeste, terremoti e altri disastri - Coloro che hanno ottenuto risultati notevoli nella prevenzione o repressione del crimine, come l'arresto di un ricercato pericoloso, rischiando la vita - Coloro che si sono impegnati in affari pubblici rischiando la vita e sono morti a causa di ciò - Altri per cui c'è bisogno di assegnare la medaglia con urgenza, che stanno ottenendo risultati eccezionali e sono a rischio di morte |                                         |
| 旭日双光章 Ordine del Sol Levante, Raggi d'Oro e d'Argento Medaglia (a destra) Spilla (a sinistra)                                                     | |               | 明治八年?, Meiji hachi-nen(1875)       | È assegnato a coloro che hanno raggiunto risultati notevoli servendo lo stato o la società: - Cittadini che hanno raggiunto risultati notevoli servendo lo stato o la società: - Coloro che hanno contribuito alla stabilità e allo sviluppo della comunità internazionale - Coloro che hanno contribuito a combattere l'evasione fiscale - Coloro che hanno contribuito allo sviluppo dell'istruzione scolastica o dell'educazione sociale - Coloro che hanno contribuito allo sviluppo della cultura o dello sport - Coloro che hanno contribuito allo sviluppo della scienza e della tecnologia - Coloro che hanno contribuito al miglioramento e allo sviluppo del benessere sociale - Coloro che hanno contribuito al miglioramento e allo sviluppo della salute nazionale o della salute pubblica - Coloro che hanno contribuito al miglioramento dell'ambiente di lavoro per i lavoratori - Coloro che hanno contribuito alla conservazione dell'ambiente - Coloro che sono impegnati nel settore dell'agricoltura, silvicoltura, pesca, commercio, miniere, industria, informazione e comunicazioni, edilizia, proprietà immobiliari, finanza, assicurazioni, servizi, ecc. e che hanno contribuito all'interesse pubblico attraverso lo sviluppo economico e industriale - Coloro che hanno assunto le funzioni di avvocato, contabile certificato, avvocato specializzato in brevetti, ecc. e che hanno contribuito all'interesse pubblico - Coloro che hanno contribuito al pubblico interesse lavorando in giornali, trasmissioni televisive e altre attività di diffusione delle notizie - Coloro che sono impegnati in servizi di pubblica utilità come elettricità, gas e trasporti e che hanno contribuito alla promozione del benessere pubblico - Coloro che non rientrano negli articoli precedenti ma che hanno contribuito all'interesse pubblico - Funzionari pubblici che hanno ottenuto risultati importanti durante il loro mandato - Cittadini che hanno servito lo stato o la società in situazioni di emergenza: - Coloro che hanno ottenuto risultati notevoli adottando misure per prevenire la diffusione del danno, rischiando la vita durante incendi, tempeste, terremoti e altri disastri - Coloro che hanno ottenuto risultati notevoli nella prevenzione o repressione del crimine, come l'arresto di un ricercato pericoloso, rischiando la vita - Coloro che si sono impegnati in affari pubblici rischiando la vita e sono morti a causa di ciò - Altri per cui c'è bisogno di assegnare la medaglia con urgenza, che stanno ottenendo risultati eccezionali e sono a rischio di morte |                                         |
| 旭日単光章 Ordine del Sol Levante, Raggi d'Argento Medaglia (a destra) Spilla (a sinistra)                                                             | |               | 明治八年?, Meiji hachi-nen(1875)       | È assegnato a coloro che hanno raggiunto risultati notevoli servendo lo stato o la società: - Cittadini che hanno raggiunto risultati notevoli servendo lo stato o la società: - Coloro che hanno contribuito alla stabilità e allo sviluppo della comunità internazionale - Coloro che hanno contribuito a combattere l'evasione fiscale - Coloro che hanno contribuito allo sviluppo dell'istruzione scolastica o dell'educazione sociale - Coloro che hanno contribuito allo sviluppo della cultura o dello sport - Coloro che hanno contribuito allo sviluppo della scienza e della tecnologia - Coloro che hanno contribuito al miglioramento e allo sviluppo del benessere sociale - Coloro che hanno contribuito al miglioramento e allo sviluppo della salute nazionale o della salute pubblica - Coloro che hanno contribuito al miglioramento dell'ambiente di lavoro per i lavoratori - Coloro che hanno contribuito alla conservazione dell'ambiente - Coloro che sono impegnati nel settore dell'agricoltura, silvicoltura, pesca, commercio, miniere, industria, informazione e comunicazioni, edilizia, proprietà immobiliari, finanza, assicurazioni, servizi, ecc. e che hanno contribuito all'interesse pubblico attraverso lo sviluppo economico e industriale - Coloro che hanno assunto le funzioni di avvocato, contabile certificato, avvocato specializzato in brevetti, ecc. e che hanno contribuito all'interesse pubblico - Coloro che hanno contribuito al pubblico interesse lavorando in giornali, trasmissioni televisive e altre attività di diffusione delle notizie - Coloro che sono impegnati in servizi di pubblica utilità come elettricità, gas e trasporti e che hanno contribuito alla promozione del benessere pubblico - Coloro che non rientrano negli articoli precedenti ma che hanno contribuito all'interesse pubblico - Funzionari pubblici che hanno ottenuto risultati importanti durante il loro mandato - Cittadini che hanno servito lo stato o la società in situazioni di emergenza: - Coloro che hanno ottenuto risultati notevoli adottando misure per prevenire la diffusione del danno, rischiando la vita durante incendi, tempeste, terremoti e altri disastri - Coloro che hanno ottenuto risultati notevoli nella prevenzione o repressione del crimine, come l'arresto di un ricercato pericoloso, rischiando la vita - Coloro che si sono impegnati in affari pubblici rischiando la vita e sono morti a causa di ciò - Altri per cui c'è bisogno di assegnare la medaglia con urgenza, che stanno ottenendo risultati eccezionali e sono a rischio di morte |                                         |
| 勲七等青色桐葉章 Ordine del Sol Levante, Foglia di Paulonia Verde Medaglia (a sinistra) Spilla (a destra)                                              | |               | 明治八年?, Meiji hachi-nen(1875)       | È assegnato a coloro che hanno raggiunto risultati notevoli servendo lo stato o la società: - Cittadini che hanno raggiunto risultati notevoli servendo lo stato o la società: - Coloro che hanno contribuito alla stabilità e allo sviluppo della comunità internazionale - Coloro che hanno contribuito a combattere l'evasione fiscale - Coloro che hanno contribuito allo sviluppo dell'istruzione scolastica o dell'educazione sociale - Coloro che hanno contribuito allo sviluppo della cultura o dello sport - Coloro che hanno contribuito allo sviluppo della scienza e della tecnologia - Coloro che hanno contribuito al miglioramento e allo sviluppo del benessere sociale - Coloro che hanno contribuito al miglioramento e allo sviluppo della salute nazionale o della salute pubblica - Coloro che hanno contribuito al miglioramento dell'ambiente di lavoro per i lavoratori - Coloro che hanno contribuito alla conservazione dell'ambiente - Coloro che sono impegnati nel settore dell'agricoltura, silvicoltura, pesca, commercio, miniere, industria, informazione e comunicazioni, edilizia, proprietà immobiliari, finanza, assicurazioni, servizi, ecc. e che hanno contribuito all'interesse pubblico attraverso lo sviluppo economico e industriale - Coloro che hanno assunto le funzioni di avvocato, contabile certificato, avvocato specializzato in brevetti, ecc. e che hanno contribuito all'interesse pubblico - Coloro che hanno contribuito al pubblico interesse lavorando in giornali, trasmissioni televisive e altre attività di diffusione delle notizie - Coloro che sono impegnati in servizi di pubblica utilità come elettricità, gas e trasporti e che hanno contribuito alla promozione del benessere pubblico - Coloro che non rientrano negli articoli precedenti ma che hanno contribuito all'interesse pubblico - Funzionari pubblici che hanno ottenuto risultati importanti durante il loro mandato - Cittadini che hanno servito lo stato o la società in situazioni di emergenza: - Coloro che hanno ottenuto risultati notevoli adottando misure per prevenire la diffusione del danno, rischiando la vita durante incendi, tempeste, terremoti e altri disastri - Coloro che hanno ottenuto risultati notevoli nella prevenzione o repressione del crimine, come l'arresto di un ricercato pericoloso, rischiando la vita - Coloro che si sono impegnati in affari pubblici rischiando la vita e sono morti a causa di ciò - Altri per cui c'è bisogno di assegnare la medaglia con urgenza, che stanno ottenendo risultati eccezionali e sono a rischio di morte |                                         |
| 勲八等白色桐葉章 Ordine del Sol Levante, Foglia di Paulonia Bianca Medaglia (a sinistra) Spilla (a destra)                                             | |               | 明治八年?, Meiji hachi-nen(1875)       | È assegnato a coloro che hanno raggiunto risultati notevoli servendo lo stato o la società: - Cittadini che hanno raggiunto risultati notevoli servendo lo stato o la società: - Coloro che hanno contribuito alla stabilità e allo sviluppo della comunità internazionale - Coloro che hanno contribuito a combattere l'evasione fiscale - Coloro che hanno contribuito allo sviluppo dell'istruzione scolastica o dell'educazione sociale - Coloro che hanno contribuito allo sviluppo della cultura o dello sport - Coloro che hanno contribuito allo sviluppo della scienza e della tecnologia - Coloro che hanno contribuito al miglioramento e allo sviluppo del benessere sociale - Coloro che hanno contribuito al miglioramento e allo sviluppo della salute nazionale o della salute pubblica - Coloro che hanno contribuito al miglioramento dell'ambiente di lavoro per i lavoratori - Coloro che hanno contribuito alla conservazione dell'ambiente - Coloro che sono impegnati nel settore dell'agricoltura, silvicoltura, pesca, commercio, miniere, industria, informazione e comunicazioni, edilizia, proprietà immobiliari, finanza, assicurazioni, servizi, ecc. e che hanno contribuito all'interesse pubblico attraverso lo sviluppo economico e industriale - Coloro che hanno assunto le funzioni di avvocato, contabile certificato, avvocato specializzato in brevetti, ecc. e che hanno contribuito all'interesse pubblico - Coloro che hanno contribuito al pubblico interesse lavorando in giornali, trasmissioni televisive e altre attività di diffusione delle notizie - Coloro che sono impegnati in servizi di pubblica utilità come elettricità, gas e trasporti e che hanno contribuito alla promozione del benessere pubblico - Coloro che non rientrano negli articoli precedenti ma che hanno contribuito all'interesse pubblico - Funzionari pubblici che hanno ottenuto risultati importanti durante il loro mandato - Cittadini che hanno servito lo stato o la società in situazioni di emergenza: - Coloro che hanno ottenuto risultati notevoli adottando misure per prevenire la diffusione del danno, rischiando la vita durante incendi, tempeste, terremoti e altri disastri - Coloro che hanno ottenuto risultati notevoli nella prevenzione o repressione del crimine, come l'arresto di un ricercato pericoloso, rischiando la vita - Coloro che si sono impegnati in affari pubblici rischiando la vita e sono morti a causa di ciò - Altri per cui c'è bisogno di assegnare la medaglia con urgenza, che stanno ottenendo risultati eccezionali e sono a rischio di morte |                                         |
| 宝冠章 Ordine della Corona Preziosa | 宝冠章 Ordine della Corona Preziosa |               |                                        | Anticamente era la controparte femminile dell'Ordine del Sol Levante. Da quando, nel 2003, l'Ordine del Sol Levante è stato aperto anche alle donne, è assegnato solo alle donne straniere in occasioni speciali. | 明治二十一年?, Meiji nijūichi-nen(1888) |
| | 宝冠大綬章 Gran Cordone dell'Ordine della Corona Preziosa Cordone con medaglia (in alto) Stella (in basso a destra) Spilla (in basso a sinistra)                           |               |                                        | Anticamente era la controparte femminile dell'Ordine del Sol Levante. Da quando, nel 2003, l'Ordine del Sol Levante è stato aperto anche alle donne, è assegnato solo alle donne straniere in occasioni speciali. | 明治二十一年?, Meiji nijūichi-nen(1888) |
| 宝冠牡丹章 Ordine della Corona Preziosa, Peonia Medaglia (a destra) Spilla (a sinistra)                                                                | |               |                                        | Anticamente era la controparte femminile dell'Ordine del Sol Levante. Da quando, nel 2003, l'Ordine del Sol Levante è stato aperto anche alle donne, è assegnato solo alle donne straniere in occasioni speciali. | 明治二十一年?, Meiji nijūichi-nen(1888) |
| 宝冠白蝶章 Ordine della Corona Preziosa, Farfalla Medaglia (a destra) Spilla (a sinistra)                                                              | |               |                                        | Anticamente era la controparte femminile dell'Ordine del Sol Levante. Da quando, nel 2003, l'Ordine del Sol Levante è stato aperto anche alle donne, è assegnato solo alle donne straniere in occasioni speciali. | 明治二十一年?, Meiji nijūichi-nen(1888) |
| 宝冠藤花章 Ordine della Corona Preziosa, Glicine Medaglia (a destra) Spilla (a sinistra)                                                               | |               |                                        | Anticamente era la controparte femminile dell'Ordine del Sol Levante. Da quando, nel 2003, l'Ordine del Sol Levante è stato aperto anche alle donne, è assegnato solo alle donne straniere in occasioni speciali. | 明治二十一年?, Meiji nijūichi-nen(1888) |
| 宝冠杏葉章 Ordine della Corona Preziosa, Albicocca Medaglia (a destra) Spilla (a sinistra)                                                             | |               |                                        | Anticamente era la controparte femminile dell'Ordine del Sol Levante. Da quando, nel 2003, l'Ordine del Sol Levante è stato aperto anche alle donne, è assegnato solo alle donne straniere in occasioni speciali. | 明治二十一年?, Meiji nijūichi-nen(1888) |
| 宝冠波光章 Ordine della Corona Preziosa, Onde Medaglia (a destra) Spilla (a sinistra)                                                                  | |               | 明治二十九年?, Meiji nijūkyū-nen(1896) | Anticamente era la controparte femminile dell'Ordine del Sol Levante. Da quando, nel 2003, l'Ordine del Sol Levante è stato aperto anche alle donne, è assegnato solo alle donne straniere in occasioni speciali. |                                         |
| 勲七等宝冠章 Ordine della Corona Preziosa, Settima Classe Medaglia                                                                                     | |               | 明治二十九年?, Meiji nijūkyū-nen(1896) | Anticamente era la controparte femminile dell'Ordine del Sol Levante. Da quando, nel 2003, l'Ordine del Sol Levante è stato aperto anche alle donne, è assegnato solo alle donne straniere in occasioni speciali. |                                         |
| 勲八等宝冠章 Ordine della Corona Preziosa, Ottava Classe Medaglia                                                                                      | |               | 明治二十九年?, Meiji nijūkyū-nen(1896) | Anticamente era la controparte femminile dell'Ordine del Sol Levante. Da quando, nel 2003, l'Ordine del Sol Levante è stato aperto anche alle donne, è assegnato solo alle donne straniere in occasioni speciali. |                                         |
| 瑞宝章 Ordine del Sacro Tesoro | 瑞宝章 Ordine del Sacro Tesoro |               |                                        | È assegnato a coloro che hanno servito a lungo lo stato o la società: - Cittadini che hanno servito a lungo lo stato o la società: - Coloro che sono direttamente coinvolti nell'istruzione scolastica o nella ricerca - Coloro che sono direttamente coinvolti nello sviluppo benessere sociale - Coloro che sono direttamente coinvolti nel campo medico o sanitario - Coloro che sono assegnati dai governi nazionali o locali come commissari di mediazione, responsabili della sicurezza e commissari del welfare - Coloro che hanno svolto lavori significativamente pericolosi - Coloro che sono occupati in un ambiente estremamente laborioso mentalmente o fisicamente - Coloro che non rientrano negli articoli precedenti e hanno lavorato a lungo in campi lontani dall'attenzione mediatica - Funzionari pubblici che hanno servito a lungo lo stato o la società e hanno ottenuto buoni risultati | 明治二十一年?, Meiji nijūichi-nen(1888) |
| | 瑞宝大綬章 Gran Cordone dell'Ordine del Sacro Tesoro Cordone con medaglia (in alto) Stella (in basso a destra) Spilla (in basso a sinistra)                                |               |                                        | È assegnato a coloro che hanno servito a lungo lo stato o la società: - Cittadini che hanno servito a lungo lo stato o la società: - Coloro che sono direttamente coinvolti nell'istruzione scolastica o nella ricerca - Coloro che sono direttamente coinvolti nello sviluppo benessere sociale - Coloro che sono direttamente coinvolti nel campo medico o sanitario - Coloro che sono assegnati dai governi nazionali o locali come commissari di mediazione, responsabili della sicurezza e commissari del welfare - Coloro che hanno svolto lavori significativamente pericolosi - Coloro che sono occupati in un ambiente estremamente laborioso mentalmente o fisicamente - Coloro che non rientrano negli articoli precedenti e hanno lavorato a lungo in campi lontani dall'attenzione mediatica - Funzionari pubblici che hanno servito a lungo lo stato o la società e hanno ottenuto buoni risultati | 明治二十一年?, Meiji nijūichi-nen(1888) |
| 瑞宝重光章 Ordine del Sacro Tesoro, Stella d'Oro e d'Argento Nastro da collo con medaglia (a destra) Stella (a sinistra) Spilla (al centro)            | |               |                                        | È assegnato a coloro che hanno servito a lungo lo stato o la società: - Cittadini che hanno servito a lungo lo stato o la società: - Coloro che sono direttamente coinvolti nell'istruzione scolastica o nella ricerca - Coloro che sono direttamente coinvolti nello sviluppo benessere sociale - Coloro che sono direttamente coinvolti nel campo medico o sanitario - Coloro che sono assegnati dai governi nazionali o locali come commissari di mediazione, responsabili della sicurezza e commissari del welfare - Coloro che hanno svolto lavori significativamente pericolosi - Coloro che sono occupati in un ambiente estremamente laborioso mentalmente o fisicamente - Coloro che non rientrano negli articoli precedenti e hanno lavorato a lungo in campi lontani dall'attenzione mediatica - Funzionari pubblici che hanno servito a lungo lo stato o la società e hanno ottenuto buoni risultati | 明治二十一年?, Meiji nijūichi-nen(1888) |
| 瑞宝中綬章 Ordine del Sacro Tesoro, Raggi d'Oro con Nastro da Collo Nastro da collo con medaglia (a destra) Spilla (a sinistra)                        | |               |                                        | È assegnato a coloro che hanno servito a lungo lo stato o la società: - Cittadini che hanno servito a lungo lo stato o la società: - Coloro che sono direttamente coinvolti nell'istruzione scolastica o nella ricerca - Coloro che sono direttamente coinvolti nello sviluppo benessere sociale - Coloro che sono direttamente coinvolti nel campo medico o sanitario - Coloro che sono assegnati dai governi nazionali o locali come commissari di mediazione, responsabili della sicurezza e commissari del welfare - Coloro che hanno svolto lavori significativamente pericolosi - Coloro che sono occupati in un ambiente estremamente laborioso mentalmente o fisicamente - Coloro che non rientrano negli articoli precedenti e hanno lavorato a lungo in campi lontani dall'attenzione mediatica - Funzionari pubblici che hanno servito a lungo lo stato o la società e hanno ottenuto buoni risultati | 明治二十一年?, Meiji nijūichi-nen(1888) |
| 瑞宝小綬章 Ordine del Sacro Tesoro, Raggi d'Oro con Rosetta Medaglia con rosetta (a destra) Spilla (a sinistra)                                        | |               |                                        | È assegnato a coloro che hanno servito a lungo lo stato o la società: - Cittadini che hanno servito a lungo lo stato o la società: - Coloro che sono direttamente coinvolti nell'istruzione scolastica o nella ricerca - Coloro che sono direttamente coinvolti nello sviluppo benessere sociale - Coloro che sono direttamente coinvolti nel campo medico o sanitario - Coloro che sono assegnati dai governi nazionali o locali come commissari di mediazione, responsabili della sicurezza e commissari del welfare - Coloro che hanno svolto lavori significativamente pericolosi - Coloro che sono occupati in un ambiente estremamente laborioso mentalmente o fisicamente - Coloro che non rientrano negli articoli precedenti e hanno lavorato a lungo in campi lontani dall'attenzione mediatica - Funzionari pubblici che hanno servito a lungo lo stato o la società e hanno ottenuto buoni risultati | 明治二十一年?, Meiji nijūichi-nen(1888) |
| 瑞宝双光章 Ordine del Sacro Tesoro, Raggi d'Oro e d'Argento Medaglia (a destra) Spilla (a sinistra)                                                    | |               |                                        | È assegnato a coloro che hanno servito a lungo lo stato o la società: - Cittadini che hanno servito a lungo lo stato o la società: - Coloro che sono direttamente coinvolti nell'istruzione scolastica o nella ricerca - Coloro che sono direttamente coinvolti nello sviluppo benessere sociale - Coloro che sono direttamente coinvolti nel campo medico o sanitario - Coloro che sono assegnati dai governi nazionali o locali come commissari di mediazione, responsabili della sicurezza e commissari del welfare - Coloro che hanno svolto lavori significativamente pericolosi - Coloro che sono occupati in un ambiente estremamente laborioso mentalmente o fisicamente - Coloro che non rientrano negli articoli precedenti e hanno lavorato a lungo in campi lontani dall'attenzione mediatica - Funzionari pubblici che hanno servito a lungo lo stato o la società e hanno ottenuto buoni risultati | 明治二十一年?, Meiji nijūichi-nen(1888) |
| 瑞宝単光章 Ordine del Sacro Tesoro, Raggi d'Argento Medaglia (a destra) Spilla (a sinistra)                                                            | |               |                                        | È assegnato a coloro che hanno servito a lungo lo stato o la società: - Cittadini che hanno servito a lungo lo stato o la società: - Coloro che sono direttamente coinvolti nell'istruzione scolastica o nella ricerca - Coloro che sono direttamente coinvolti nello sviluppo benessere sociale - Coloro che sono direttamente coinvolti nel campo medico o sanitario - Coloro che sono assegnati dai governi nazionali o locali come commissari di mediazione, responsabili della sicurezza e commissari del welfare - Coloro che hanno svolto lavori significativamente pericolosi - Coloro che sono occupati in un ambiente estremamente laborioso mentalmente o fisicamente - Coloro che non rientrano negli articoli precedenti e hanno lavorato a lungo in campi lontani dall'attenzione mediatica - Funzionari pubblici che hanno servito a lungo lo stato o la società e hanno ottenuto buoni risultati | 明治二十一年?, Meiji nijūichi-nen(1888) |
| 勲七等瑞宝章 Ordine del Sacro Tesoro, Settima Classe Medaglia (a sinistra) Spilla (a destra)                                                           | |               |                                        | È assegnato a coloro che hanno servito a lungo lo stato o la società: - Cittadini che hanno servito a lungo lo stato o la società: - Coloro che sono direttamente coinvolti nell'istruzione scolastica o nella ricerca - Coloro che sono direttamente coinvolti nello sviluppo benessere sociale - Coloro che sono direttamente coinvolti nel campo medico o sanitario - Coloro che sono assegnati dai governi nazionali o locali come commissari di mediazione, responsabili della sicurezza e commissari del welfare - Coloro che hanno svolto lavori significativamente pericolosi - Coloro che sono occupati in un ambiente estremamente laborioso mentalmente o fisicamente - Coloro che non rientrano negli articoli precedenti e hanno lavorato a lungo in campi lontani dall'attenzione mediatica - Funzionari pubblici che hanno servito a lungo lo stato o la società e hanno ottenuto buoni risultati | 明治二十一年?, Meiji nijūichi-nen(1888) |
| 勲八等瑞宝章 Ordine del Sacro Tesoro, Ottava Classe Medaglia (a sinistra) Spilla (a destra)                                                            | |               |                                        | È assegnato a coloro che hanno servito a lungo lo stato o la società: - Cittadini che hanno servito a lungo lo stato o la società: - Coloro che sono direttamente coinvolti nell'istruzione scolastica o nella ricerca - Coloro che sono direttamente coinvolti nello sviluppo benessere sociale - Coloro che sono direttamente coinvolti nel campo medico o sanitario - Coloro che sono assegnati dai governi nazionali o locali come commissari di mediazione, responsabili della sicurezza e commissari del welfare - Coloro che hanno svolto lavori significativamente pericolosi - Coloro che sono occupati in un ambiente estremamente laborioso mentalmente o fisicamente - Coloro che non rientrano negli articoli precedenti e hanno lavorato a lungo in campi lontani dall'attenzione mediatica - Funzionari pubblici che hanno servito a lungo lo stato o la società e hanno ottenuto buoni risultati | 明治二十一年?, Meiji nijūichi-nen(1888) |
| Insegne | Insegne | Nastro        | Nastro                                 | Note | Istituzione                             |
| Ordini militari | |               |                                        | |                                         |
| Insegne | Insegne | Nastro        | Nastro                                 | Note | Istituzione                             |
| 金鵄勲章 Ordine del Nibbio d'Oro | 金鵄勲章 Ordine del Nibbio d'Oro |               |                                        | Il nibbio si riferisce a un'antica leggenda riportata nel Nihongi secondo cui questo uccello aiutò l'imperatore Jinmu a sconfiggere i suoi nemici. | 明治二十三年?, Meiji nijūsan-nen(1890)  |
| | 功一級金鵄勲章 Ordine del Nibbio d'Oro, Prima Classe Cordone con medaglia                                                                                                  |               |                                        | Il nibbio si riferisce a un'antica leggenda riportata nel Nihongi secondo cui questo uccello aiutò l'imperatore Jinmu a sconfiggere i suoi nemici. | 明治二十三年?, Meiji nijūsan-nen(1890)  |
| 功二級金鵄勲章 Ordine del Nibbio d'Oro, Seconda Classe Nastro da collo con medaglia                                                                    | |               |                                        | Il nibbio si riferisce a un'antica leggenda riportata nel Nihongi secondo cui questo uccello aiutò l'imperatore Jinmu a sconfiggere i suoi nemici. | 明治二十三年?, Meiji nijūsan-nen(1890)  |
| 功三級金鵄勲章 Ordine del Nibbio d'Oro, Terza Classe Nastro da collo con medaglia (a destra) Spilla (a sinistra)                                       | |               |                                        | Il nibbio si riferisce a un'antica leggenda riportata nel Nihongi secondo cui questo uccello aiutò l'imperatore Jinmu a sconfiggere i suoi nemici. | 明治二十三年?, Meiji nijūsan-nen(1890)  |
| 功四級金鵄勲章 Ordine del Nibbio d'Oro, Quarta Classe Medaglia (a sinistra) Spilla (a destra)                                                          | |               |                                        | Il nibbio si riferisce a un'antica leggenda riportata nel Nihongi secondo cui questo uccello aiutò l'imperatore Jinmu a sconfiggere i suoi nemici. | 明治二十三年?, Meiji nijūsan-nen(1890)  |
| 功五級金鵄勲章 Ordine del Nibbio d'Oro, Quinta Classe Medaglia (a sinistra) Spilla (a destra)                                                          | |               |                                        | Il nibbio si riferisce a un'antica leggenda riportata nel Nihongi secondo cui questo uccello aiutò l'imperatore Jinmu a sconfiggere i suoi nemici. | 明治二十三年?, Meiji nijūsan-nen(1890)  |
| 功六級金鵄勲章 Ordine del Nibbio d'Oro, Sesta Classe Medaglia (a sinistra) Spilla (a destra)                                                           | |               |                                        | Il nibbio si riferisce a un'antica leggenda riportata nel Nihongi secondo cui questo uccello aiutò l'imperatore Jinmu a sconfiggere i suoi nemici. | 明治二十三年?, Meiji nijūsan-nen(1890)  |
| 功七級金鵄勲章 Ordine del Nibbio d'Oro, Settima Classe Medaglia (a sinistra) Spilla (a destra)                                                         | |               |                                        | Il nibbio si riferisce a un'antica leggenda riportata nel Nihongi secondo cui questo uccello aiutò l'imperatore Jinmu a sconfiggere i suoi nemici. | 明治二十三年?, Meiji nijūsan-nen(1890)  |
| Insegne | Insegne | Nastro        | Nastro                                 | Note | Istituzione                             |

#### Precedenza
| Grado                   | Onorificenze                                                       | Onorificenze                                                        | Onorificenze                                                    | Onorificenze                                                    | Consegna |
| ----------------------- | ------------------------------------------------------------------ | ------------------------------------------------------------------- | --------------------------------------------------------------- | --------------------------------------------------------------- | --- |
| 大勲位 Ordine Superiore | 大勲位菊花章頸飾 Gran Collare del Supremo Ordine del Crisantemo    | 大勲位菊花章頸飾 Gran Collare del Supremo Ordine del Crisantemo     | 大勲位菊花章頸飾 Gran Collare del Supremo Ordine del Crisantemo | 大勲位菊花章頸飾 Gran Collare del Supremo Ordine del Crisantemo | La cerimonia si tiene alla corte imperiale e l'Imperatore stesso consegna l'onorificenza.                                 |
| 大勲位 Ordine Superiore | 大勲位菊花大綬章 Gran Cordone del Supremo Ordine del Crisantemo    |                                                                     |                                                                 |                                                                 | La cerimonia si tiene alla corte imperiale e l'Imperatore stesso consegna l'onorificenza.                                 |
| 勲一等 Prima Classe     | 桐花大綬章 Gran Cordone dell'Ordine dei Fiori di Paulonia          | 桐花大綬章 Gran Cordone dell'Ordine dei Fiori di Paulonia           | 桐花大綬章 Gran Cordone dell'Ordine dei Fiori di Paulonia       | 桐花大綬章 Gran Cordone dell'Ordine dei Fiori di Paulonia       | La cerimonia si tiene alla corte imperiale e l'Imperatore stesso consegna l'onorificenza.                                 |
| 勲一等 Prima Classe     | 旭日大綬章 Gran Cordone dell'Ordine del Sol Levante                | 瑞宝大綬章 Gran Cordone dell'Ordine del Sacro Tesoro                | 宝冠大綬章 Gran Cordone dell'Ordine della Corona Preziosa       | 文化勲章 Ordine della Cultura                                   | La cerimonia si tiene alla corte imperiale e l'Imperatore stesso consegna l'onorificenza.                                 |
| 勲二等 Seconda Classe   | 旭日重光章 Ordine del Sol Levante, Stella d'Oro e d'Argento        | 瑞宝重光章 Ordine del Sacro Tesoro, Stella d'Oro e d'Argento        | 宝冠牡丹章 Ordine della Corona Preziosa, Peonia                 | －                                                              | La cerimonia si tiene alla corte imperiale e il primo ministro consegna l'onorificenza alla presenza dell'Imperatore.     |
| 勲三等 Terza Classe     | 旭日中綬章 Ordine del Sol Levante, Raggi d'Oro con Nastro da Collo | 瑞宝中綬章 Ordine del Sacro Tesoro, Raggi d'Oro con Nastro da Collo | 宝冠白蝶章 Ordine della Corona Preziosa, Farfalla               | －                                                              | Su richiesta del primo ministro, questi consegnerà l'onorificenza al ministro competente che la consegna al destinatario. |
| 勲四等 Quarta Classe    | 旭日小綬章 Ordine del Sol Levante, Raggi d'Oro con Rosetta         | 瑞宝小綬章 Ordine del Sacro Tesoro, Raggi d'Oro con Rosetta         | 宝冠藤花章 Ordine della Corona Preziosa, Glicine                | －                                                              | Su richiesta del primo ministro, questi consegnerà l'onorificenza al ministro competente che la consegna al destinatario. |
| 勲五等 Quinta Classe    | 旭日双光章 Ordine del Sol Levante, Raggi d'Oro e d'Argento         | 瑞宝双光章 Ordine del Sacro Tesoro, Raggi d'Oro e d'Argento         | 宝冠杏葉章 Ordine della Corona Preziosa, Albicocca              | －                                                              | Su richiesta del primo ministro, questi consegnerà l'onorificenza al ministro competente che la consegna al destinatario. |
| 勲六等 Sesta Classe     | 旭日単光章 Ordine del Sol Levante, Raggi d'Argento                 | 瑞宝単光章 Ordine del Sacro Tesoro, Raggi d'Argento                 | 宝冠波光章 Ordine della Corona Preziosa, Onde                   | －                                                              | Su richiesta del primo ministro, questi consegnerà l'onorificenza al ministro competente che la consegna al destinatario. |

##### Precedenza storica
| Precedenza storica                                                       | Precedenza storica                                                                  | Precedenza storica                                                 | Precedenza storica | Precedenza storica |
| ------------------------------------------------------------------------ | ----------------------------------------------------------------------------------- | ------------------------------------------------------------------ | ------------------ | ------------------ |
| 大勲位菊花章頸飾 Collare del Supremo Ordine del Crisantemo               |                                                                                     |                                                                    |                    |                    |
| 大勲位菊花大綬章 Gran Cordone del Supremo Ordine del Crisantemo          |                                                                                     |                                                                    |                    |                    |
| 大勲位菊花章 Supremo Ordine del Crisantemo                               |                                                                                     |                                                                    |                    |                    |
| －                                                                       | 勲一等旭日桐花大綬章 Gran Cordone con Fiori di Paulonia dell'Ordine del Sol Levante | －                                                                 | －                 | －                 |
| 功一級金鵄勲章 Cavaliere di I Classe dell'Ordine del Nibbio d'Oro        | 勲一等旭日桐花大綬章 Gran Cordone con Fiori di Paulonia dell'Ordine del Sol Levante | －                                                                 | －                 | －                 |
| 勲一等旭日大綬章 Gran Cordone dell'Ordine del Sol Levante                |                                                                                     | －                                                                 | －                 | －                 |
| 勲一等宝冠章 Dama di I Classe dell'Ordine della Corona Preziosa          |                                                                                     |                                                                    | －                 | －                 |
| 勲一等瑞宝章 Cavaliere di I Classe dell'Ordine del Sacro Tesoro          |                                                                                     |                                                                    |                    | －                 |
| 功二級金鵄勲章 Cavaliere di II Classe dell'Ordine del Nibbio d'Oro       | 文化勲章 Ordine della Cultura                                                       |                                                                    |                    |                    |
| 功二級金鵄勲章 Cavaliere di II Classe dell'Ordine del Nibbio d'Oro       | 文化勲章 Ordine della Cultura                                                       | 勲二等旭日重光章 Ordine del Sol Levante, Stella d'Oro e d'Argento  |                    |                    |
| 功二級金鵄勲章 Cavaliere di II Classe dell'Ordine del Nibbio d'Oro       | 文化勲章 Ordine della Cultura                                                       | 勲二等宝冠章 Dama di II Classe dell'Ordine della Corona Preziosa   |                    |                    |
| 功二級金鵄勲章 Cavaliere di II Classe dell'Ordine del Nibbio d'Oro       | 文化勲章 Ordine della Cultura                                                       | 勲二等瑞宝章 Cavaliere di II Classe dell'Ordine del Sacro Tesoro   |                    |                    |
| 功三級金鵄勲章 Cavaliere di III Classe dell'Ordine del Nibbio d'Oro      | 文化勲章 Ordine della Cultura                                                       |                                                                    |                    |                    |
| 勲三等旭日中綬章 Ordine del Sol Levante, Raggi d'Oro con Nastro da Collo | 文化勲章 Ordine della Cultura                                                       |                                                                    |                    |                    |
| 勲三等宝冠章 Dama di III Classe dell'Ordine della Corona Preziosa        | 文化勲章 Ordine della Cultura                                                       |                                                                    |                    |                    |
| 勲三等瑞宝章 Cavaliere di III Classe dell'Ordine del Sacro Tesoro        | －                                                                                  |                                                                    |                    |                    |
| 勲三等瑞宝章 Cavaliere di III Classe dell'Ordine del Sacro Tesoro        | －                                                                                  | 功四級金鵄勲章 Cavaliere di IV Classe dell'Ordine del Nibbio d'Oro |                    |                    |
| 勲三等瑞宝章 Cavaliere di III Classe dell'Ordine del Sacro Tesoro        | －                                                                                  | 勲四等旭日小綬章 Ordine del Sol Levante, Raggi d'Oro con Rosetta   |                    |                    |
| 勲三等瑞宝章 Cavaliere di III Classe dell'Ordine del Sacro Tesoro        | －                                                                                  | 勲四等宝冠章 Dama di IV Classe dell'Ordine della Corona Preziosa   |                    |                    |
| 勲四等瑞宝章 Cavaliere di IV Classe dell'Ordine del Sacro Tesoro         | －                                                                                  |                                                                    |                    |                    |
| 功五級金鵄勲章 Cavaliere di V Classe dell'Ordine del Nibbio d'Oro        | －                                                                                  |                                                                    |                    |                    |
| 勲五等双光旭日章 Ordine del Sol Levante, Raggi d'Oro e d'Argento         | －                                                                                  |                                                                    |                    |                    |
| 勲五等宝冠章 Dama di V Classe dell'Ordine della Corona Preziosa          | －                                                                                  |                                                                    |                    |                    |
| 勲五等瑞宝章 Cavaliere di V Classe dell'Ordine del Sacro Tesoro          | －                                                                                  |                                                                    |                    |                    |
| 功六級金鵄勲章 Cavaliere di VI Classe dell'Ordine del Nibbio d'Oro       | －                                                                                  |                                                                    |                    |                    |
| 勲六等単光旭日章 Ordine del Sol Levante, Raggi d'Argento                 | －                                                                                  |                                                                    |                    |                    |
| 勲六等宝冠章 Dama di VI Classe dell'Ordine della Corona Preziosa         | －                                                                                  |                                                                    |                    |                    |
| 勲六等瑞宝章 Cavaliere di VI Classe dell'Ordine del Sacro Tesoro         | －                                                                                  |                                                                    |                    |                    |
| 功七級金鵄勲章 Cavaliere di VII Classe dell'Ordine del Nibbio d'Oro      | －                                                                                  |                                                                    |                    |                    |
| 勲七等青色桐葉章 Ordine del Sol Levante, Foglia di Paulonia Verde        | －                                                                                  |                                                                    |                    |                    |
| 勲七等宝冠章 Dama di VII Classe dell'Ordine della Corona Preziosa        | －                                                                                  |                                                                    |                    |                    |
| 勲七等瑞宝章 Cavaliere di VII Classe dell'Ordine del Sacro Tesoro        | －                                                                                  |                                                                    |                    |                    |
| －                                                                       | －                                                                                  |                                                                    |                    |                    |
| 勲八等白色桐葉章 Ordine del Sol Levante, Foglia di Paulonia Bianca       | －                                                                                  |                                                                    |                    |                    |
| 勲八等宝冠章 Dama di VIII Classe dell'Ordine della Corona Preziosa       | －                                                                                  |                                                                    |                    |                    |
| 勲八等瑞宝章 Cavaliere di VIII Classe dell'Ordine del Sacro Tesoro       | －                                                                                  |                                                                    |                    |                    |
| －                                                                       | －                                                                                  |                                                                    |                    |                    |
| －                                                                       | －                                                                                  |                                                                    |                    |                    |

### Medaglie d'onore
In Giappone si contano 6 tipi di medaglie d'onore. Dopo la prima assegnazione, invece della medaglia viene assegnata una fibbia d'argento da applicare al nastro. Quando vengono raggiunte le cinque fibbie d'argento, vengono sostituite da una d'oro.

#### Medaglie
| Immagine | Onorificenza                          | Istituzione                         | Merito |
| -------- | ------------------------------------- | ----------------------------------- | --- |
|          | Medaglia d'onore con nastro rosso     | 明治十五年?, Meiji jūgo-nen(1882)   | Quanti abbiano messo a repentaglio la loro vita per salvare quella di qualcun altro. |
|          | Medaglia d'onore con nastro verde     | 明治十五年?, Meiji jūgo-nen(1882)   | Quanti si siano impegnati attivamente per servire la società per molti anni e abbiano dato risultati notevoli.                                                                                     |
|          | Medaglia d'onore con nastro giallo    | 明治二十年?, Meiji nijū-nen(1887)   | Quanti si siano specializzati in campi come agricoltura, commercio, industria e abbiano sviluppato tecniche e risultati che saranno un esempio per gli altri.                                      |
|          | Medaglia d'onore con nastro viola     | 昭和 三十年?, Shōwa sanjū-nen(1955) | Quanti abbiano raggiunto una notevole esperienza in invenzioni e scoperte nel campo della scienza e della tecnologia o eccellenti risultati in campo accademico, sportivo, artistico e culturale.  |
|          | Medaglia d'onore con nastro blu       | 明治十五年?, Meiji jūgo-nen(1882)   | Quanti abbiano sollevato industrie o promosso il benessere sociale, attraverso un'eccellente gestione aziendale o attività in varie organizzazioni.                                                |
|          | Medaglia d'onore con nastro blu scuro | 大正八年?, Taishō hachi-nen(1919)   | Quanti abbiano dato eccezionali e generosi contributi finanziari al bene pubblico. Donazione di 500万円 (¥ 5'000'000) o più per gli individui e 1000万円 (¥ 10'000'000) o più per le associazioni. |

#### Fibbie
| Immagine | Descrizione      | Assegnazione                                                  |
| -------- | ---------------- | ------------------------------------------------------------- |
|          | Fibbia d'argento | Posta su una medaglia ogni volta che viene assegnata.         |
|          | Fibbia d'oro     | Posta su una medaglia per sostituire cinque fibbie d'argento. |

### Coppe
Se il destinatario di un'onorificenza o di una medaglia d'onore è deceduto, alla famiglia varranno donate una o più coppe in argento o legno, con il simbolo del crisantemo o della paulonia.
| Immagine | Descrizione                                          | Assegnazione |
| -------- | ---------------------------------------------------- | --- |
|          | Tre coppe d'argento con l'emblema del crisantemo     | Assegnate alla famiglia al posto di un'onorificenza di I o II grado. Misure: - 6寸～5寸 (18,1 cm～15,1 cm), Gran Cordone dell'Ordine dei Fiori di Paulonia; - 5,5寸～4,5寸 (16,7 cm～13,7 cm), Gran Cordone; - 5寸～4寸 (15,1 cm～12,1 cm), Stella d'Oro e d'Argento. |
|          | Singola coppa d'argento con l'emblema del crisantemo | Assegnata alla famiglia al posto di un'onorificenza di III o IV grado. Misure: - 5,4寸 (16,4 cm), Raggi d'Oro con Nastro da Collo; - 4,2寸 (12,7 cm), Raggi d'Oro con Rosetta. |
|          | Tre coppe di legno con l'emblema del crisantemo      | Assegnate alla famiglia al posto di un'onorificenza di V o VI grado. Misure: - 3,6寸～2,7寸 (10,9 cm～8,2 cm), con supporto di legno laccato, Raggi d'Oro e d'Argento; - 4,6寸～3,4寸 (13,9 cm～10,3 cm), senza supporto di legno laccato, Raggi d'Argento. |
|          | Singola coppa d'argento con l'emblema della paulonia | Assegnata alla famiglia al posto di una medaglia d'onore. Misure: - 4,2寸 (12,7 cm). |
|          | Tre coppe di legno con l'emblema della paulonia      | Assegnate insieme alla medaglia d'onore blu scuro. Misure: - 4,6寸～3,4寸 (13,9 cm～10,3 cm), con supporto di legno laccato, donatori di 5000万円 (¥ 50'000'000) o più; - 4,2寸～3寸 (12,7 cm～9,1 cm), con supporto di legno laccato, donatori di 2500万円 (¥ 25'000'000) o più; - 3,6寸～2,7寸 (10,9 cm～8,2 cm), con supporto di legno laccato, donatori di 1500万円 (¥ 15'000'000) o più. |

## Onorificenze della Croce Rossa Giapponese
Onorificenze

### Onorificenze della Croce Rossa
| Nastro | Premio | Assegnazione                                        |
| ------ | --- | --------------------------------------------------- |
|        | Lettera di apprezzamento del Ministro della Sanità, del Lavoro e del Welfare e del presidente della Croce Rossa Giapponese | Donazione in denaro di 100万円 (¥ 1'000'000) o più. |
|        | Medaglia d'oro della Croce Rossa Giapponese                                                                                | Donazione in denaro di 50万円 (¥ 500'000) o più.    |
|        | Medaglia d'argento della Croce Rossa Giapponese                                                                            | Donazione in denaro di 20万円 (¥ 200'000) o più.    |
|        | Lettera di apprezzamento del direttore della filiale                                                                       | Donazione in denaro di 10万円 (¥ 100'000) o più.    |
|        | Membro speciale della Croce Rossa Giapponese                                                                               | Donazione in denaro di 2万円 (¥ 20'000) o più.      |

### Coppe della Croce Rossa
| Premio                                                               | Assegnazione                                                               |
| -------------------------------------------------------------------- | -------------------------------------------------------------------------- |
| Coppa d'oro della Croce Rossa Giapponese                             | Donazione in denaro di 50万円 (¥ 500'000) o più e 100 donazioni di sangue. |
| Coppa d'argento della Croce Rossa Giapponese                         | Donazione in denaro di 20万円 (¥ 200'000) o più e 70 donazioni di sangue.  |
| Lettera di apprezzamento                                             | Al compimento dei 68 anni e dopo la 50 donazione di sangue.                |
| Lettera di apprezzamento e coppa bianca della Croce Rossa Giapponese | Al compimento dei 60 anni e dopo la 50 donazione di sangue.                |
| Coppa viola della Croce Rossa Giapponese                             | Ogni 50 donazioni di sangue.                                               |
| Coppa verde della Croce Rossa Giapponese                             | Dopo la 50 donazione di sangue.                                            |
| Coppa gialla della Croce Rossa Giapponese                            | Dopo la 30 donazione di sangue.                                            |
| Coppa blu della Croce Rossa Giapponese                               | Dopo la 10 donazione di sangue.                                            |

## Onorificenze militari

### Medaglie militari d'onore
Il Giappone, dall'istituzione di esercito e marina, concesse 9 diverse medaglie militari.
| Medaglia | Onorificenza                                                     |
| -------- | ---------------------------------------------------------------- |
|          | Medaglia per la spedizione di Formosa (1874)                     |
|          | Medaglia della prima guerra sino-giapponese (1894-1895)          |
|          | Medaglia della ribellione dei Boxer (1900)                       |
|          | Medaglia della guerra russo-giapponese (1904-1905)               |
|          | Medaglia della prima guerra mondiale                             |
|          | Medaglia interalleata della vittoria della prima guerra mondiale |
|          | Medaglia dell'incidente cinese (1931-1934)                       |
|          | Medaglia della seconda guerra sino-giapponese (1937-1945)        |
|          | Medaglia della guerra della Grande Asia orientale (1941-1945)    |

### Titoli onorifici militari
Nell'esercito e nella marina giapponesi, il comandante supremo era l'imperatore. I suoi diretti subordinati erano il Rikugun-Taishō (Generale d'armata) e il Kaigun-Taishō (Ammiraglio). Tuttavia, un ufficiale di questi gradi, per i servigi verso l'imperatore e l'estrema abilità nel comando, poteva ricevere il grado onorifico di gensui.
| Insegna | Titolo                    |
| ------- | ------------------------- |
|         | Gensui (cessato nel 1945) |

### Cordoni commemorativi della difesa
Le Jieitai prevedono 48 cordoni per premiare i loro soldati. Se uno stesso cordone viene ricevuto più volte, vengono applicati fiori di ciliegio al cordone.
| Nastro | Onorificenza                           | Giapponese       | Assegnato a |
| ------ | -------------------------------------- | ---------------- | --- |
|        | 1° cordone commemorativo della difesa  | 第1号防衛記念章  | Ufficiali che hanno ricevuto la citazione speciale JSDF per coraggio e valore nella difesa nazionale e soccorso civile. |
|        | 2° cordone commemorativo della difesa  | 第2号防衛記念章  | Ufficiali che hanno ricevuto la citazione di prima classe. |
|        | 3° cordone commemorativo della difesa  | 第3号防衛記念章  | Ufficiali che hanno ricevuto la citazione di seconda classe . |
|        | 4° cordone commemorativo della difesa  | 第4号防衛記念章  | Ufficiali che hanno ricevuto la citazione di terza classe per le operazioni di difesa nazionale e di assistenza civile. |
|        | 5° cordone commemorativo della difesa  | 第5号防衛記念章  | Ufficiali che hanno ricevuto la citazione di terza classe per la guida di veicoli o aeromobili per il tempo stabilito e con il chilometraggio indicato senza incidenti.                                                                                |
|        | 6° cordone commemorativo della difesa  | 第6号防衛記念章  | Ufficiali che hanno ricevuto la citazione di terza classe per un'invenzione eccellente o un servizio distinto per la gestione delle unità con miglioramento del servizio.                                                                              |
|        | 7° cordone commemorativo della difesa  | 第7号防衛記念章  | Ufficiali che hanno ricevuto la citazione di terza classe per un servizio distinto durante l'addestramento o le manovre ordinarie. |
|        | 8° cordone commemorativo della difesa  | 第8号防衛記念章  | Ufficiali che hanno ricevuto la citazione di quarta classe per le operazioni di difesa nazionale e di assistenza civile. |
|        | 9° cordone commemorativo della difesa  | 第9号防衛記念章  | Ufficiali che hanno ricevuto la citazione di quarta classe per la guida di veicoli o aeromobili per il tempo stabilito e con il chilometraggio indicato senza incidenti.                                                                               |
|        | 10° cordone commemorativo della difesa | 第10号防衛記念章 | Ufficiali che hanno ricevuto la citazione di quarta classe per un'invenzione eccellente o un servizio distinto per la gestione delle unità con miglioramento del servizio.                                                                             |
|        | 11° cordone commemorativo della difesa | 第11号防衛記念章 | Ufficiali che hanno ricevuto la citazione di quarta classe per un servizio distinto durante l'addestramento o le manovre ordinarie. |
|        | 12° cordone commemorativo della difesa | 第12号防衛記念章 | Ufficiali che hanno ricevuto la citazione di quinta classe per le operazioni di difesa nazionale e di assistenza civile. |
|        | 13° cordone commemorativo della difesa | 第13号防衛記念章 | Ufficiali che hanno ricevuto la citazione di quinta classe per la guida di veicoli o aeromobili per il tempo stabilito e con il chilometraggio indicato senza incidenti.                                                                               |
|        | 14° cordone commemorativo della difesa | 第14号防衛記念章 | Ufficiali che hanno ricevuto la citazione di quinta classe per un'invenzione eccellente o un servizio distinto per la gestione delle unità con miglioramento del servizio.                                                                             |
|        | 15° cordone commemorativo della difesa | 第15号防衛記念章 | Ufficiali che hanno ricevuto la citazione di quinta classe per un servizio distinto durante l'addestramento o le manovre ordinarie. |
|        | 16° cordone commemorativo della difesa | 第16号防衛記念章 | Ufficiali delle unità che per il servizio al paese in operazioni di difesa, schieramenti internazionali e soccorso, in caso di calamità civile hanno ricevuto il Premio al Merito di Sicurezza o il Premio al Merito di Prevenzione Disastri.          |
|        | 17° cordone commemorativo della difesa | 第17号防衛記念章 | I membri JSDF che hanno servito le missioni relative al premio speciale. |
|        | 18° cordone commemorativo della difesa | 第18号防衛記念章 | I membri JSDF che hanno servito le missioni relative al primo premio. |
|        | 19° cordone commemorativo della difesa | 第19号防衛記念章 | Ufficiali generali e di bandiera con incarichi di comando (tenente generale, vice ammiraglio). |
|        | 20° cordone commemorativo della difesa | 第20号防衛記念章 | Ufficiali generali e di bandiera con incarichi di comando (maggior generale, contrammiraglio). |
|        | 21° cordone commemorativo della difesa | 第21号防衛記念章 | Ufficiali di campo con incarichi di comando (colonnello, capitano). |
|        | 22° cordone commemorativo della difesa | 第22号防衛記念章 | Ufficiali di campo con incarichi di comando (tenente colonnello, comandante, maggiore, tenente comandante). |
|        | 23° cordone commemorativo della difesa | 第23号防衛記念章 | Giovani ufficiali con incarichi di comando (ufficiale di compagnia). |
|        | 24° cordone commemorativo della difesa | 第24号防衛記念章 | Sergenti maggiori che abbiano assistito un tenente generale. |
|        | 25° cordone commemorativo della difesa | 第25号防衛記念章 | Sergenti maggiori che abbiano assistito un maggior generale. |
|        | 26° cordone commemorativo della difesa | 第26号防衛記念章 | Sergenti maggiori che abbiano assistito un colonnello. |
|        | 27° cordone commemorativo della difesa | 第27号防衛記念章 | Sergenti maggiori che abbiano assistito un tenente colonnello o un maggiore. |
|        | 28° cordone commemorativo della difesa | 第28号防衛記念章 | Sergenti maggiori che abbiano assistito un capitano o un tenente. |
|        | 29° cordone commemorativo della difesa | 第29号防衛記念章 | Ufficiali che prestano servizio nelle sottodivisioni interne del Ministero della Difesa (Agenzia di difesa). |
|        | 30° cordone commemorativo della difesa | 第30号防衛記念章 | Membri delle JSDF che hanno prestato servizio presso l'Ufficio di Stato Maggiore e sono stati scelti dal Ministro della Difesa (sostituzione del 27° cordone).                                                                                         |
|        | 31° cordone commemorativo della difesa | 第31号防衛記念章 | Membri delle JSDF che prestavano servizio presso l'Ufficio del Personale Terrestre, l'Ufficio del Personale Marittimo o l'Ufficio del Personale Aereo.                                                                                                 |
|        | 32° cordone commemorativo della difesa | 第32号防衛記念章 | Membri delle JSDF che hanno prestato servizio presso il Consiglio di Stato Maggiore e il Quartier Generale dell'Intelligence della Difesa. |
|        | 33° cordone commemorativo della difesa | 第33号防衛記念章 | Membri delle JSDF che hanno prestato servizio presso il Quartier Generale dell'Intelligence della Difesa dopo il passaggio alla Posizione delle Operazioni Congiunte e che sono stati scelti dal Ministro della Difesa (sostituzione del 27° cordone). |
|        | 34° cordone commemorativo della difesa | 第34号防衛記念章 | Membri delle JSDF che hanno prestato servizio presso l'Istituto Tecnico di Ricerca e Sviluppo. |
|        | 35° cordone commemorativo della difesa | 第35号防衛記念章 | Membri delle JSDF che hanno prestato servizio presso l'ufficio Approvvigionamento e Costruzione di Equipaggiamenti. |
|        | 36° cordone commemorativo della difesa | 第36号防衛記念章 | Membri delle JSDF che hanno prestato servizio nell'Ufficio di Conformità Legale dell'Ispettore Generale. |
|        | 37° cordone commemorativo della difesa | 第37号防衛記念章 | Membri delle JSDF che hanno prestato servizio nell'Ufficio per le Attrezzature della Difesa. |
|        | 38° cordone commemorativo della difesa | 第38号防衛記念章 | Membri delle JSDF che hanno lavorato nella Segreteria del Gabinetto e nell'Ufficio di Gabinetto. |
|        | 39° cordone commemorativo della difesa | 第39号防衛記念章 | Membri delle JSDF con 25 anni di servizio. |
|        | 40° cordone commemorativo della difesa | 第40号防衛記念章 | Membri delle JSDF con 10 anni di servizio. |
|        | 41° cordone commemorativo della difesa | 第41号防衛記念章 | Membri delle JSDF che hanno prestato servizio nelle Missioni Diplomatiche come Addetti alla Difesa o che sono stati incaricati di procurarsi un'assistenza onerosa o altri doveri all'estero.                                                          |
|        | 42° cordone commemorativo della difesa | 第42号防衛記念章 | Membri delle JSDF che hanno prestato servizio per le misure contro la Pirateria in Somalia. |
|        | 43° cordone commemorativo della difesa | 第43号防衛記念章 | Membri delle JSDF che hanno prestato servizio durante il terremoto e lo tsunami del 2011 a Tōhoku. |
|        | 44° cordone commemorativo della difesa | 第44号防衛記念章 | Membri delle JSDF che hanno partecipato al lavoro per il contributo internazionale. |
|        | 45° cordone commemorativo della difesa | 第45号防衛記念章 | Membri delle JSDF che hanno partecipato al lavoro per attività nell'Oceano Indiano. |
|        | 46° cordone commemorativo della difesa | 第46号防衛記念章 | Membri delle JSDF che hanno partecipato al lavoro per il contributo iracheno. |
|        | 47° cordone commemorativo della difesa | 第47号防衛記念章 | Membri delle JSDF che hanno prestato servizio per gli eventi nazionali. |
|        | 48° cordone commemorativo della difesa | 第48号防衛記念章 | Personale delle JSDF che ha partecipato a missioni di addestramento e simulazione all'estero con altri servizi armati. |
|        | 1 fiore d'argento                      |                  | Applicato su un cordone quando ricevuto 2 volte. |
|        | 1 fiore d'oro                          |                  | Applicato su un cordone quando ricevuto 3 volte. |
|        | 2 fiori d'argento                      |                  | Applicato su un cordone quando ricevuto 4 volte. |
|        | 2 fiori d'oro                          |                  | Applicato su un cordone quando ricevuto 5 o più volte. |